# Omán
Omán, plným názvem Sultanát Omán, je země ležící na jihovýchodním pobřeží Arabského poloostrova v jihozápadní Asii a na Blízkém východě. Na západě sousedí se Saúdskou Arábií, Spojenými arabskými emiráty a Jemenem, ománské pobřeží směřuje k Arabskému moři na jihovýchodě a k Ománskému zálivu na severovýchodě. Exklávy Madha a Musandam jsou na svých pozemních hranicích obklopeny Spojenými arabskými emiráty, přičemž pobřežní hranice Musandamu tvoří Hormuzský průliv a Ománský záliv. Většinu Ománu pokrývá štěrková pouštní rovina, horské masivy ji ohraničují ze severu a z jihovýchodu, dominuje mu horké pouštní podnebí, jedno z nejteplejších na světě. Dělí se na 11 guvernorátů, na ploše 310 000 km² žije 5,5 milionu obyvatel. Hlavním a největším městem Ománu je Maskat, mezi další významná města patří Síb, Salála a Suhár. Přes polovinu obyvatel jsou ománští státní příslušníci a zbytek cizinci. Většina obyvatel jsou Arabové, malá menšina jsou Balúčové. Jihoasijci (Indové, Pákistánci, Bangladéšané) tvoří většinu přistěhovalců a zahraničních pracovníků. Úředním jazykem arabština, drtivá většina občanů vyznává islám.
Oblast Ománu byla již od starověku aktivním obchodním centrem a v sumerských pramenech je označována jako „Magan“. Kolem roku 563 př. n. l. byla začleněna do Achaimenovské říše a později se stala jednou z jejích satrapií, a později do Sásánovské říše. Na počátku 1. století začaly do oblasti přicházet arabské kmeny, které se prosadily v roce 632, kdy Peršané ztratili svou moc. V roce 751 založili ibádští muslimové v Ománu imámát. Ibádí jsou ostatními muslimy považováni za větev cháridži. Ibádský imámát přetrval až do poloviny 20. století. V roce 1508 byl jeho hlavní přístav Maskat dobyt Portugalci, kteří zde zůstali až do dobytí města Osmany v roce 1659. Osmané byli vyhnáni v roce 1741, kdy současnou sultánskou linii vytvořil Ahmedem bin Saíd. Od tohoto roku je Omán nezávislý, je tak nejstarším nepřetržitě nezávislým státem v arabském světě.
Od 18. století byl ománský sultanát koloniální říší, která soupeřila s portugalskou a britskou říší o vliv v Perském zálivu a Indickém oceánu. Na vrcholu svého vlivu v 19. století sahal ománský vliv a kontrola přes Hormuzský průliv do Íránu a Pákistánu a na jih až k Zanzibaru. Ve 20. století se sultanát dostal pod britský vliv. Po více než 300 let byly vztahy budované mezi oběma říšemi založeny na vzájemném prospěchu. Velká Británie uznávala geografický význam Ománu jako obchodního uzlu, který zajišťoval britské obchodní cesty v Perském zálivu a Indickém oceánu a chránil zájmy Londýna na indickém subkontinentu. Kábús bin Said zastával funkci sultána od roku 1970 až do své smrti 10. ledna 2020. Protože zemřel bezdětný, jmenoval dopisem svého bratrance Hajtáma bin Tárika jako svého nástupce a vládnoucí rodina ho potvrdila jako nového ománského sultána.
Omán je unitární absolutní monarchií s hlavou státu sultánem, v jehož rukou spočívá veškerá zákonodárná, výkonná i soudní moc; moc se předává po mužské linii. Světová banka řadí Omán mezi ekonomiky s vysokými příjmy, ekonomika se soustředí především na ropný sektor, dále na cestovní ruch a obchod s rybami, datlemi a dalšími zemědělskými produkty. V indexu lidského rozvoje zaujímá 50. místo. V zemi pokračuje stíhání svobody projevu, genderově podmíněné násilí a genderová diskriminace, pracovní ochrana migrujících pracovníků zůstala slabá. Omán je členem Organizace spojených národů, Ligy arabských států, Rady pro spolupráci v Zálivu, Hnutí nezúčastněných zemí a Organizace islámské spolupráce.

## Název
První známky civilizace pocházejí již z doby přinejmenším před 5 000 lety, tehdy se území dnešního Ománu označovalo odlišnými názvy – nejznámější z nich jsou Majan nebo Megan či Mezoun. Na název Magan poukazují nalezené sumerské tabulky. Je možné, že označením Magan byly myšleny staré měděné doly. Mezoun je odvozeno od slova muzn, které znamenalo bohatý na tekoucí vodu. Dnešní název Omán by měl pocházet od arabských kmenů, které se dříve přesouvaly z jemenské oblasti Uman.

## Historie

### Doba kamenná

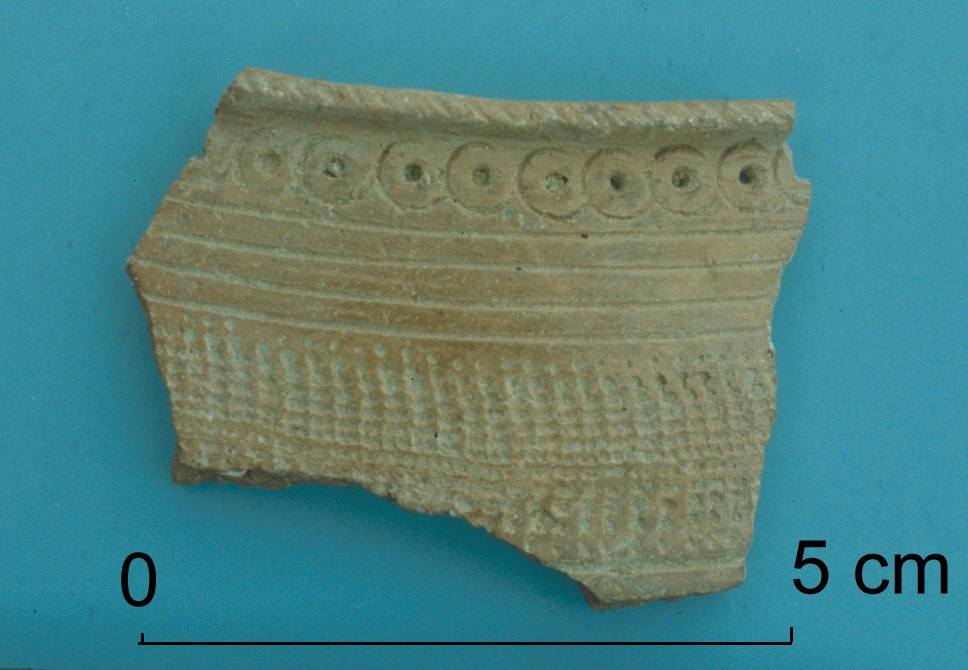
Keramický střep z doby železné z archeologického naleziště Chor Rori

Nejstarší známé místo lidského osídlení v Ománu je Watajah, situovaný na území Maskatského guvernorátu. Datuje se do doby kamenné před přibližně 10 000 lety
a řadí se mezi nejstarší lidská osídlení na světě.
Archeologové zde nalezli pozůstatky z různých období. Ty nejranější spadaly do doby kamenné, další do doby bronzové. Tyto nálezy sestávaly z různých kamenných nástrojů, zvířecích kostí, skořápek a tehdejšího ohniště. Datují se do roku 7 615 před naším letopočtem. Dalšími nálezy byly pazourkové nástroje, zaostřené předměty, škrabky a ručně dělaná keramika typická pro dobu bronzovou.
V jedné z hor ve stejné oblasti byly objeveny nástěnné kresby zvířat. Podobné kresby se našly i v jiných koutech Ománu, a to v oblastech Vádí Sahtan a Vádí Baní Charús, poblíž města Rustak. Kresby zobrazovaly člověka nesoucího zbraně čelícího divokým zvířatům. Dalším místem archeologických nálezů doby kamenné je Sivan, nedaleko města Hajma. Zde byly objeveny hroty šípů, nože, dláta a zakulacené kameny, které tehdejší lidé používali k hodu po zvířatech.

### Předislámský Omán

Achaimenovská říše v době největšího územního rozsahu za vlády Darea I.. (522 př. n. k. až 486 př. n. l.)

Od 6. století před naším letopočtem do 7. století našeho letopočtu byl Omán kontrolován či ovlivňován třemi perskými dynastiemi – Achaimenovci, Parthy a Sásánovci. Nejprve jej kontrolovali Achaimenovci, okolo roku 250 před naším letopočtem převzali moc v Perském zálivu Parthové a rozšířili svůj vliv až k Ománu. Z důvodu ochrany obchodních cest a tras v zálivu vystavěli Parthové v Ománu pevnosti a osadili je vlastními vojáky. Ve 3. století našeho letopočtu nahradili Parthy Sásánovci, kteří udrželi oblast pod kontrolou až do doby vzestupu islámu o pár staletí později.[zdroj?]

### Příchod islámu
Islám se rozšířil na ománské území ještě za života proroka Mohameda. Ománci byli mezi prvními, kteří přijali novou víru dobrovolně. Konverze Ománců je obvykle připisována Amru íbn al-Asovi.[zdroj?] Ten byl okolo roku 630 poslán Mohamedem jakožto vyslanec za tehdejšími spoluvládci Ománu, Džajfarem a Ábdem. Amr vyzval dvojici k přijmutí islámu, a tak se nakonec stalo. Omán se stal ibádíjovským státem, kterému vládl zvolený vládce zvaný imám.
Omán hrál podstatnou úlohu ve válce, která následovala po Mohamedově smrti a rovněž v raných letech islámské expanze po souši i moři do Iráku, Persie a dalších zemí. Omán začal provozovat rozsáhlé obchodní a námořní aktivity ve východní Africe a byli to Ománci, kdo cestovali až do Číny a asijských přístavů s poselstvím islámu.
V období let 661 až 750 vládli zemi Umajjovci, v letech 750 až 931 Abbásovci, 931 až 932 Karmatiané, 932 až 933 znovu Abbásovci, 933 až 934 podruhé Karmatiané, 934 až 967 definitivně Abbásovci, které vystřídala dynastie Bujidů vládnoucí do roku 1053, odkdy začali vládnout Seldžukové až do roku 1154. Vypuzením Seldžuků začala vláda ománské dynastie Nabhánovců.[zdroj?]
Ve středověku byl Omán prosperující a námořně-orientovaný stát. Ománské lodě, dhauy, pluly do vzdálených destinací za účelem obchodu. Ománské město a zároveň přístav Suhár patřil k největším a nejdůležitějším městům Arabského světa.

### Invaze Portugalska a dynastie Jarúba

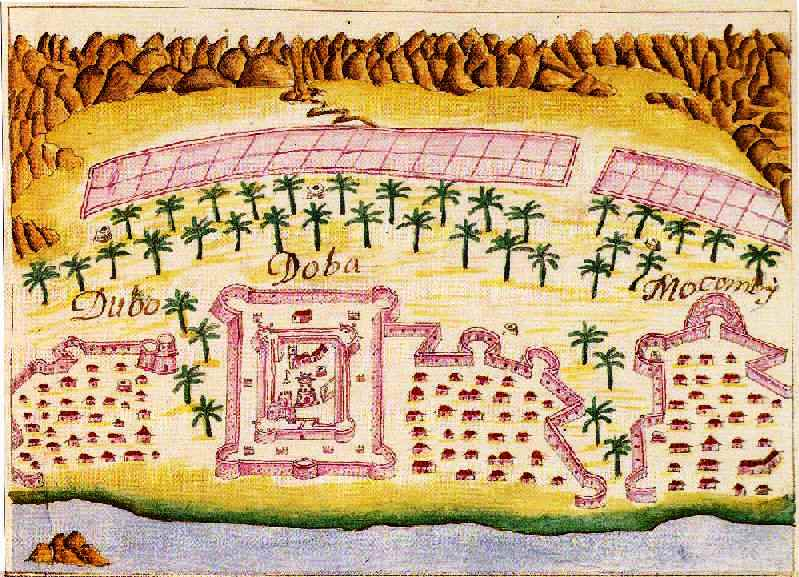
Forte de Doba je dílo z období okupace ze strany Portugalska (1620)

Na počátku 16. století se Portugalsko snažilo rozšířit svůj vliv na úkor Ománu v Arabském moři a Indickém oceánu. Portugalské vojsko vpadlo do Ománu a ovládlo část pobřežního území. V letech 1508 až 1648, tedy 140 let, kontrolovala Portugalská říše tuto oblast i ománské město Maskat. Portugalci sem přicestovali pár let po svém mořeplavci Vasco da Gamovi, který zde učinil mnoho objevů včetně námořní trasy do Indie. Protože Portugalci potřebovali základny k ochraně svých tras, vybudovali v Ománu svá opevněná města. Pozůstatky těchto měst, postavených v koloniálních architektonickém stylu, zůstaly do současnosti.
V letech 1624 až 1744 vládla části dnešního Ománu dynastie Jarúba. Z této doby pochází mnoho historických staveb a pevností. Z dynastie Jarúba pocházel i Sultán bin Saíf al-Jarúbi, který porazil portugalská vojska. Ke konci vlády dynastie Jarúba propukla občanská válka, vzniklá dohady a spory ohledně zvolení nového imáma.
Portugalci byli z Ománu vyhnáni Osmany, ti však zemi nekontrolovali dlouho. Přibližně o století později, přesněji roku 1741, vyhnali Osmany příslušníci jemenského kmene, jejichž vůdce započal současnou linii vládnoucích sultánů dynastie al-Busaídů. Od roku 1741 je tedy Omán nezávislý a oproštěný od kontroly cizích mocností s výjimkou krátké perské invaze o několik let později. Tehdy se Peršanům podařilo na čas získat některá přímořská území.

### Východoafrická říše, dynastie Saídů a vliv Britského impéria

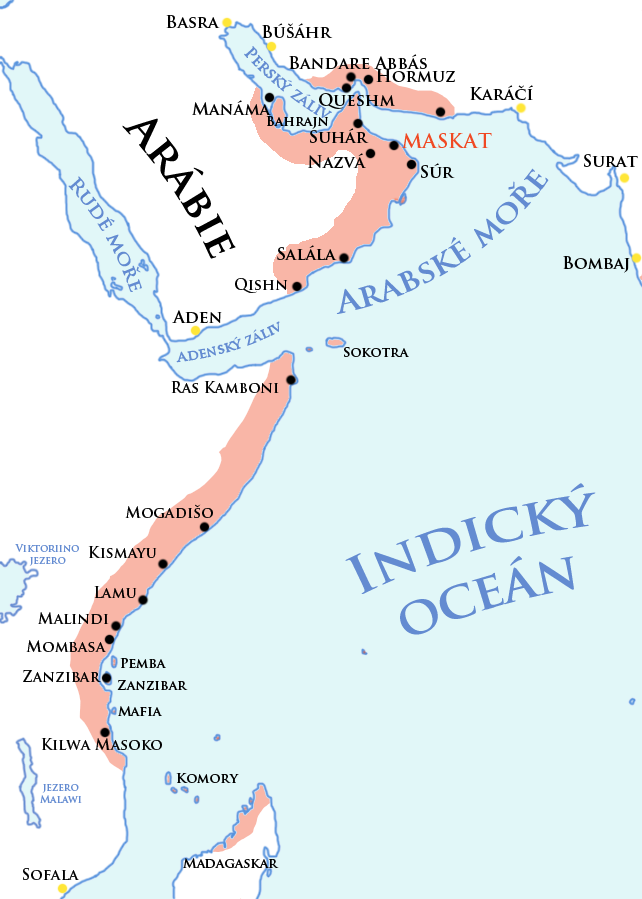
Ománská Východoafrická říše v roce 1856:
území pod ománskou vládou
významná města
ománské faktorie

Koncem 17. století vytlačovala ománská vojska imáma Saífa bin Sultána Portugalce z pobřeží východní Afriky. Největší překážkou se stala pevnost Fort Jesus, sídlo portugalské posádky v Mombase. V roce 1698 ji Saíf po dvouletém obléhání dobyl. Stejným rokem vzniká Zanzibarský sultanát. Následně Ománci snadno vyhánějí Portugalce ze Zanzibaru a jiných regionů severně od Mosambiku. Zanzibar byl cennou kořistí, především kvůli svému trhu s otroky a postupně se stával čím dál tím důležitější částí Ománské říše.[zdroj?]
Jak již bylo zmíněno v předchozí kapitole, roku 1741 převzali vládu v Ománu příslušníci dynastie al-Busaídů. Zakladatelem dynastie byl Ahmad bin Saíd, zvolený roku 1741 imámem, jehož nástupcem se stal roku 1775 jeho syn Saíd bin Ahmad. Dynastie chtěla udržet vládu nad zemí ve své rodině, a tak se stal titul sultána dědičným.
V roce 1798 učinili Britové z Ománu svůj protektorát a sultáni tak získali jejich podporu. V pozdní fázi 19. století byla britská pomoc užitečná především v boji proti imámům, kteří začali být opět voleni v souladu s tradičními ománskými zvyky. Imám kontroloval vnitrozemní oblast dnešního Ománu, ománský imámát, s hlavním sídlem ve městě Nazvá. Jeho moc pramenila z vlády nad lokálními kmeny, které čas od času zaútočily na sultánem kontrolovaná pobřežní území.
Jeden z největších ománských sultánů 19. století, Saíd bin Sultán, se rozhodl roku 1837 učinit Zanzibar svým hlavním sídlem. Saíd zde nechal postavit impozantní paláce a zahrady a zasloužil se o zlepšení místní ekonomiky vývozem cukru, indiga a hřebíčku, i když naopak přišel o část výnosů z trhu díky snahám Britů o ukončení obchodu s otroky. Avšak po jeho smrti v roce 1856 již spojení mezi Ománem a Zanzibarem nefungovalo. Spory mezi jeho dvěma syny Majídem a Thuvajnim vyřešila mocná britská diplomacie. Majíd zdědil zanzibarský trůn společně s většinou území východní Afriky. Thuvajni se stal vládcem Maskatu a Ománu. Thuvajni a jeho potomci si udrželi kontrolu nad Ománem od roku 1856 do současnosti.

### Maskat a Omán
Omán navázal styky s dobovými velmocemi jako byla Velká Británie, Francie, Nizozemsko nebo Spojené státy americké. Počátkem 20. století však vstoupil Omán do období úpadku a izolace.
Pátrání po ropě na území dnešního Ománu začala ve 30. letech společnost D’Arcy Exploration Company, která byla dceřinou společností Anglo-Persian Oil Company. První geologické průzkumy skončily neúspěchem. Následující události včetně druhé světové války přerušily průzkumy do roku 1962, kdy byl proveden již úspěšný vrt. První ropný vrt se uskutečnil v Jíbalu, následovaly vrty v Natíhu a Fahúdu. Produkce ropy v obchodním měřítku začala až v roce 1967.
Kolem roku 1920 je moc imáma a jeho spojenců taková, že jsou Britové nuceni sjednat Síbskou smlouvu, ve které sultán schvaluje autonomii vnitrozemního regionu s centrem v Nazvá. V 60. letech tato smlouva nestačí, neboť imám a silný kmenový vůdce získají pomoc Saúdské Arábie na zřízení nezávislého státu. Roku 1959 se sice silám sultána Saída bin Tajmúra podařilo za pomoci Britů zabránit vzpouře, ale 70. léta s sebou přinesla jinou hrozbu v podobě marxistického partyzánského hnutí – Lidové fronty za osvobození Ománu.

### Dafárské povstání

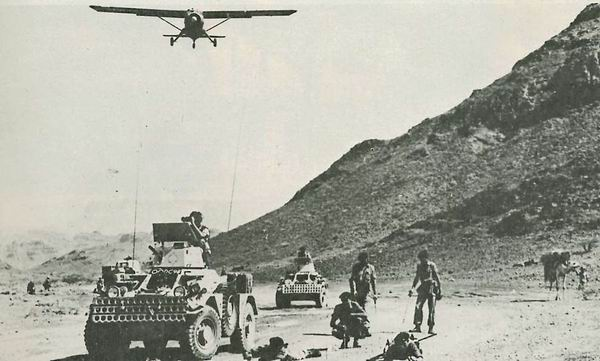
Britští vojáci v Jemenu

Dafárské povstání bylo povstání na jihu Ománu, a to v oblasti Dafár v letech 1962 až 1976. Dafárské obyvatelstvo trpělo kvůli nedobré hospodářské situaci vzhledem k severním regionům a bylo tedy náchylné k vlnám arabského nacionalismu v 50. a 60. letech 20. století, které si kladly za cíl svržení vládců v Perském zálivu. Povstání v Dafáru se zaměřilo na svrhnutí sultána Saída bin Tajmúra a svou dobu souznělo s akcemi marxistů v sousedním Jižním Jemenu. V roce 1963 stála v čele vzbouřenců Dafárská fronta za osvobození tvořená zejména arabskými nacionalisty s konzervativním pohledem na islám. Dafárská fronta na svoji stranu získala vůdce – šejky – místních kmenů. V roce 1968 se do čela prosadili marxisté a, podporovaní Sovětským svazem a Čínou, navázali užší spolupráci s Jižním Jemenem. Centrem pro jejich operace byl hornatý jih Dafáru. Někteří lidé konzervativnějšího smýšlení se od marxistů odvrátili a začali s podporou nového sultána, když se roku 1970 na trůn dostal Tajmúrův syn Kábús bin Saíd, jenž svého otce svrhl.[zdroj?]
Sultán Kábús bin Saíd získal vojenskou a ekonomickou podporu Velké Británie a sousedních zemí, které rovněž negativně vnímaly levicová hnutí. V roce 1973 se v Ománu vylodily přibližně tři tisíce pozemních jednotek íránského šáha a spolu s íránskými vzdušnými silami se spojily s ománskou armádou. Na pomoc se dopravila i vojska z Jordánska. V 70. letech byly zajaty na dva tisíce povstalců a po podrobení výcviku byly včleněni do Sultánových ozbrojených sil poté, co se zřekli dřívějších postojů. V letech 1975 až 1976 byli rebelové poraženi. Aby zamezil novým nepokojům, nařídil sultán Kábús dotovat postižený region a nechal rozvinout infrastrukturu – silnice, nemocnice a školy, aby se Dafár svou úrovní rovnal ostatním oblastem v zemi. Tomu všemu napomohla i finanční výpomoc od Saúdské Arábie a Abú Zabí.[zdroj?]

### Vláda sultána Kábúse
Kábús se prohlásil nejen sultánem, ale zároveň se ustanovil předsedou vlády a ministrem financí, obrany a zahraničí. Spolu se začátkem jeho panování se mění název státu z Maskat a Omán na Sultanát Omán. V roce 1996 formálně uznává Sultanát Omán dědičnou absolutistickou monarchií. Kábús modernizuje zemi využitím zásob ropy a zemního plynu.
V únoru 2011 proběhly pouliční nepokoje v přístavním městě Suhár. Asi tisíc demonstrantů požadovalo politické změny a lepší životní podmínky. Vypálili policejní stanici a dva státní úřady. Policie zastřelila nejméně jednoho člověka.

## Státní symboly

### Vlajka
Ománská vlajka je tvořena listem o poměru stran 1:2 se třemi vodorovnými pruhy, bílým, červeným a zeleným. Při žerdi je červený svislý pruh, jehož šířka odpovídá polovině šířky vlajky. V horním rohu je umístěný ománský státní znak.

### Znak
Ománský státní znak tvoří dvě zkřížené zahnuté šavle v bohatě zdobených pochvách, dýka (chandžar) a závěsník.

### Hymna
Ománská hymna je píseň Našíd as-Salaam as-Sultani (česky Mír sultánovi). Slova napsal Rašíd bin Uzajiz Al Chusaidi, hudbu složil James Frederick Mills.

## Geografie

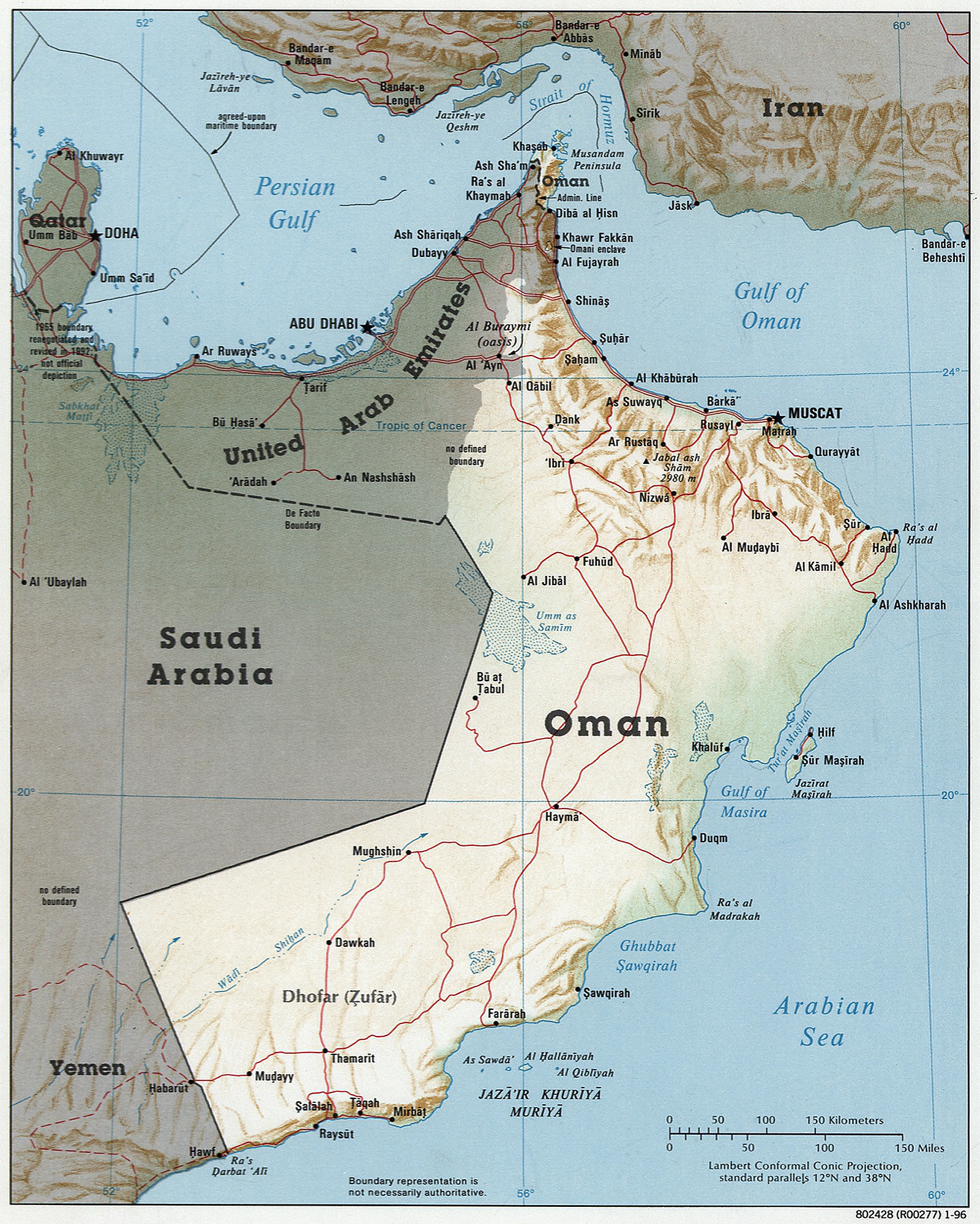
Detailní mapa Ománu

Omán se nachází na Středním východě, na jihovýchodě Arabského poloostrova. Jeho pobřeží je ohraničeno Arabským mořem a Ománským a Perským zálivem. Sousedí se Spojenými arabskými emiráty (délka hranice 410 kilometrů), Jemenem (288 kilometrů) a Saúdskou Arábií (676 kilometrů). Rozloha státu podle ománských zdrojů dosahuje 212 460 km². Některé prameny (CIA World Factbook) uvádějí až 309 500 km² kvůli nejasnému stanovení hranic v pouštních oblastech. Součástí Ománu jsou rovněž exklávy Madha a Musandam a několik ostrovů (například Masíra).[zdroj?]
Krajina je velmi různorodá a nepřesahuje 100 až 400 metrů výšky. Severní pobřežní oblast al-Batína je využívaná k zemědělství, od vnitrozemní pouště Rub al-Chálí ji odděluje vysoké vápencové pohoří Al-Hadžar. Na jihu se podél pobřeží rozkládá Arabská deska, dosahující místy výšky až 1 400 metrů, a horská oblast Karra.

### Geologie
Velkolepost a rozmanitost krajiny jsou důsledkem geologické historie a klimatu posledních milionů let. Jedinečné skalní výčnělky v pohoří Al-Hadžar, Hukfu a Dafáru jsou rájem pro mezinárodní geology. První geologické záznamy se datují do doby přibližně 825 milionů let a zahrnují alespoň tři období, kdy byla země pokrytá ledem, což může být poněkud překvapivé vzhledem k současné zeměpisné šířce a podnebí.
Omán, ležící v jihovýchodním cípu Arabské tabule, se kvůli rozšiřování Rudého moře pomalu tlačí směrem na sever. Hory Al-Hadžar a potopená údolí Musandamu jsou toho památkou.
Ve své geologicky nedávné minulosti bylo území položeno při okraji oceánu, což potvrzují nálezy tmavě zabarvených ofiolitů, což jsou vulkanické horniny z oceánu, bohaté na měď a chrom.
Vnitrozemské pláně jsou plné mladších, usazených hornin, štěrku, dunového písku a solných zvětralin. Pod nimi se nachází několik kilometrů silná vrstva složená ze starších usazenin, ve kterých jsou ukryty ománské uhlovodíkové zdroje. Starověká sůl, jež přichází na povrch z několika solných hor jako je ku příkladu Karat Kibrit, hraje důležitou úlohu v utváření mnoha ropných a plynových ložisek.

### Klima
Ománské klima je společně s topografií různorodé, s vlhkými přímořskými oblastmi a tropicky teplým suchým pouštním vnitrozemím. Ačkoliv jsou dešťové srážky v zásadě nepravidelné a nepatrné, jižně položená provincie Dafár mezi červnem a zářím zachytává monzuny z Indického oceánu. Vnitrozemní letní teploty mohou stoupnout až na 54 stupňů Celsia. Většina turistů zemi navštěvuje během chladnějších měsíců mezi říjnem a dubnem nebo (spolu s návštěvníky ze zemí Rady pro spolupráci arabských států v Zálivu, zkráceně GCC) upřednostňují červenec a srpen, kdy do Dafáru přichází monzun.
Při pobřeží v Perském zálivu panují v létě jedny z nejteplejších nocí na světě, kdy teploty často neklesají pod 33 °C.
Hlavní město Maskat má horké tropické klima, s průměrnou roční teplotou bezmála 29 °C. V létě mohou teploty vystoupit na 48 °C, průměrná teplota nejteplejšího června je 34 °C a nejchladnějšího ledna 21 °C.[zdroj?]
| Měsíc    | Průměrná vysoká teplota °C | Průměrná nízká teplota °C | Průměrné srážky mm |
| -------- | -------------------------- | ------------------------- | ------------------ |
| Leden    | 25                         | 17                        | 12.7               |
| Únor     | 26                         | 17                        | 25.4               |
| Březen   | 29                         | 21                        | 15.2               |
| Duben    | 34                         | 24                        | 17.8               |
| Květen   | 39                         | 29                        | 7.6                |
| Červen   | 40                         | 31                        | 0.0                |
| Červenec | 38                         | 30                        | 0.0                |
| Srpen    | 36                         | 28                        | 0.0                |
| Září     | 36                         | 27                        | 0.0                |
| Říjen    | 35                         | 24                        | 0.0                |
| Listopad | 30                         | 21                        | 7.6                |
| Prosinec | 27                         | 18                        | 12.7               |

### Životní prostředí

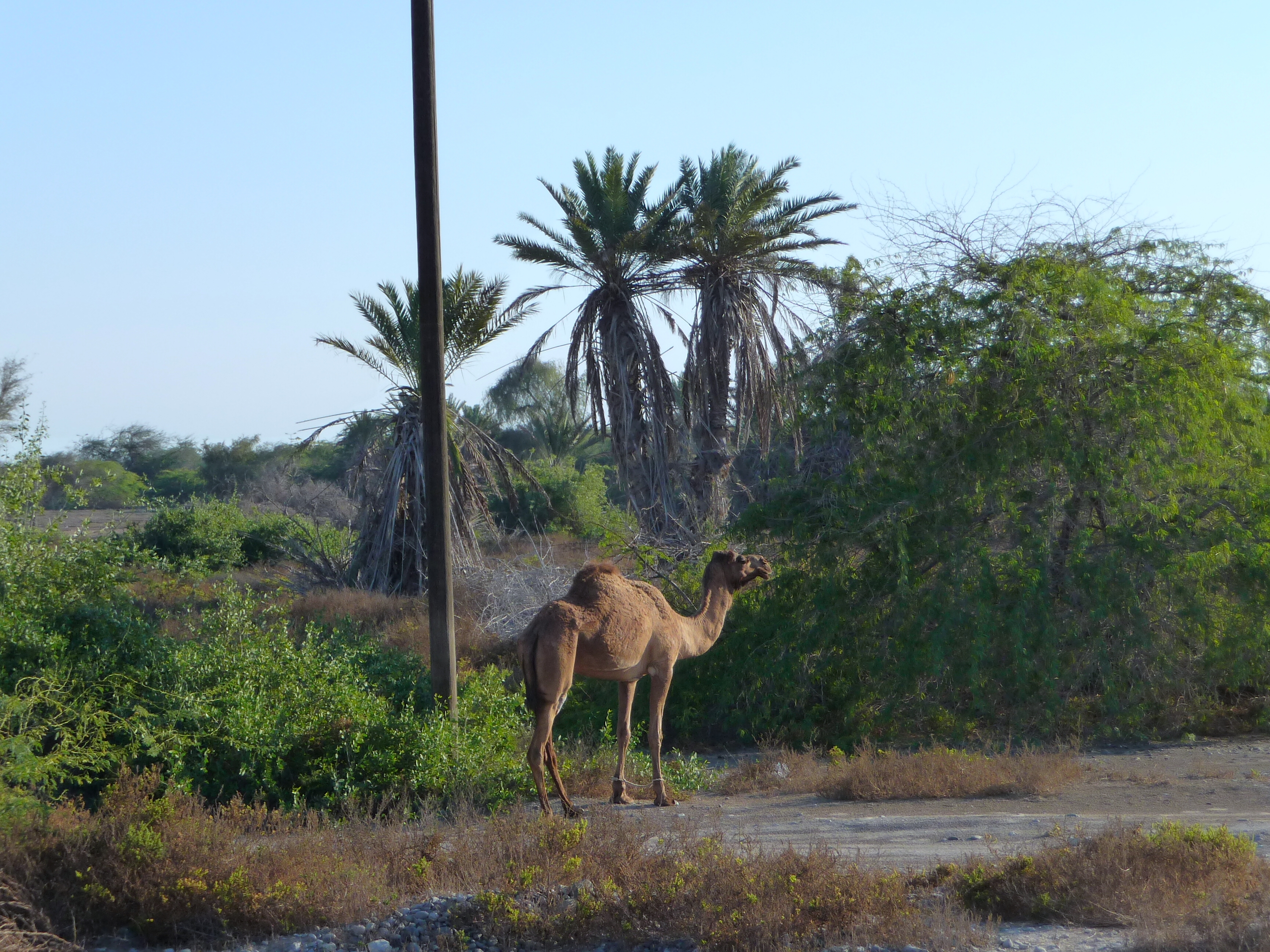
Velbloud ve Wudam as-Sahílu (Maskat)

Pouštní křoviny a traviny, společné pro celou jižní část Arábie, se též nachází i v Ománu. Vegetace je rozptýlená po vnitrozemské náhorní plošině, kterou z valné části tvoří štěrková poušť. Jejímu růstu pomáhají větší množství monzunových srážek v Dafáru a horách v období letních měsíců. Rostou zde kokosové palmy (především Dafár), odrůdy akácie, oleandry a kadidlovníky (vyvýšeniny). Pohoří Al-Hadžar je nejvyšším místem ve východní Arábii, volně zde žije tahr arabský.
Zdejšími původními savci jsou leopardi, hyeny, lišky, vlci, zajíci, přímorožci a kozorožci. Mezi původní ptáky patří supi, orli, čápi, dropi, koroptev arabská, vlha, sokoli a strdimilové.
Na začátku 21. století žilo na území Ománu 9 ohrožených druhů savců a 5 zástupců ptactva. Nad 19 druhy rostlin rovněž visela hrozba vymizení. Sultán Kábús vyvinul snahu o jejich ochranu před vyhubením, vyhlásil několik výnosů, týkajících se ochrany přírody.
Omán trpí hned několika ekologickými problémy. Jedním z nich je znečištění pláží a dalších přímořských oblastí, v důsledku proplouvání ropných tankerů Hormuzským průlivem a Ománským zálivem. Dalším, neméně závažným, je udržování přísunu dostatečného množství vody do zemědělských oblastí a do domácností. Země disponuje pouhým jedním krychlovým kilometrem obnovitelných vodních zdrojů, přičemž 94 % je užito v zemědělství a 2 % při průmyslové činnosti. Jen 30 % všech venkovských obyvatel má přístup k čisté pitné vodě. Období sucha a nečetné dešťové srážky přispívají k nedostatečnému zásobování vodou.

## Politika

### Forma vlády

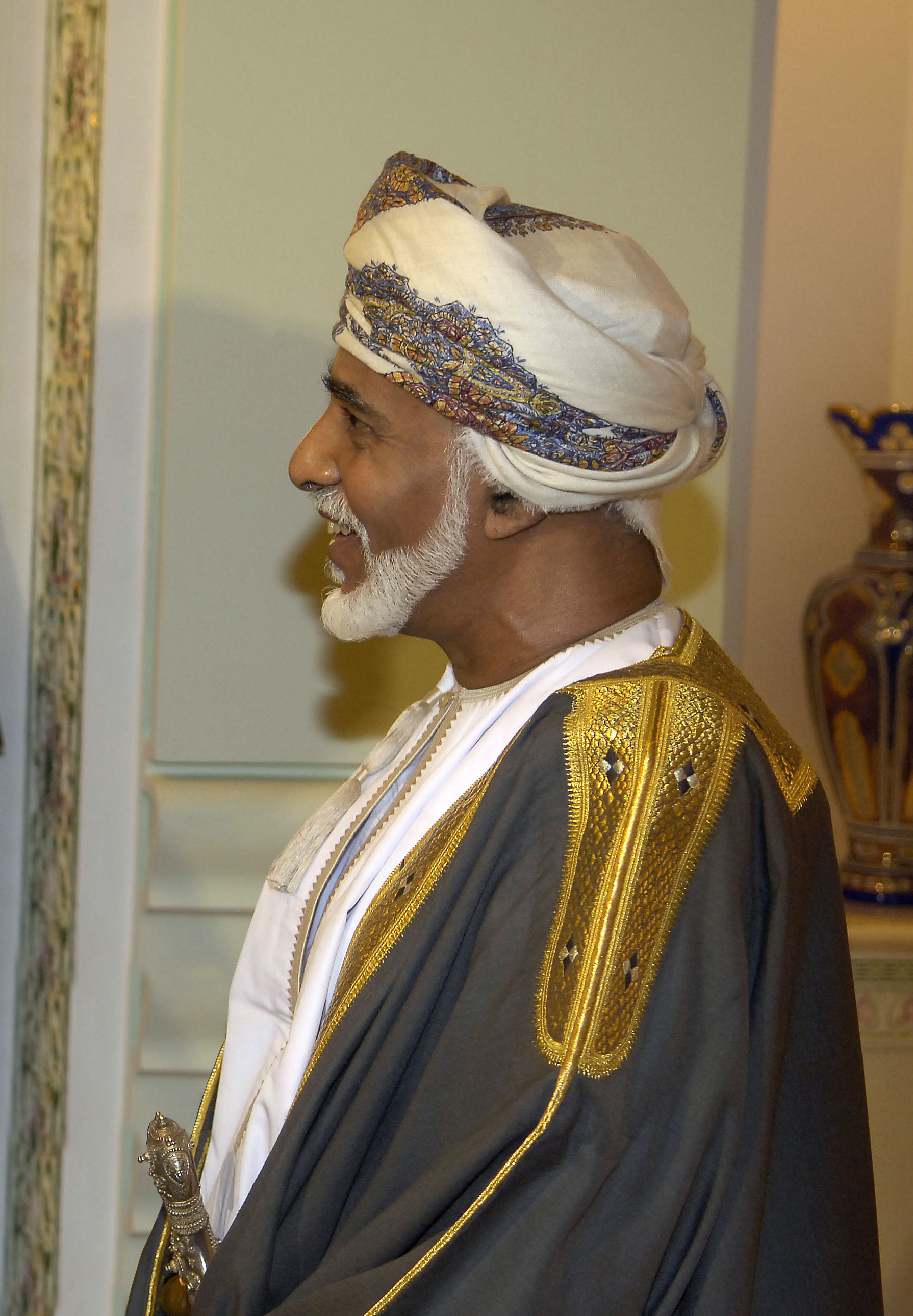
Ománský sultán Kábús bin Saíd, který zemřel 10. ledna 2020

Omán je absolutní monarchie a sultanát. Titul „sultán“ je dědičný. Sultánem Ománu byl od 23. července 1970 do 10. ledna 2020, tedy téměř 50 let, Kábús bin Saíd. Nástupcem jako hlava státu se stal již 11. ledna 2020 jeho bratranec Hajsám bin Tárik. Sultán Kábús zastával od 23. července 1972 také post předsedy vlády a sám byl zplnomocněn k jmenování ministrů. Sultanát disponuje dvoukomorovým sborem rádců, který je známý jako Rada Ománu. Rada Ománu se dělí na Státní radu (horní komora, arabsky Madžlis al-Daula‎) a Poradní shromáždění (dolní komora, arabsky Madžlis aš-Šura‎). Rada nemá žádnou zákonodárnou moc, ale může zpochybňovat rozhodnutí vládních ministrů a doporučit změny nových zákonů týkající se hospodářské a sociální politiky. Tato doporučení vedou k úpravám navrhovaných usnesení. Nikdo nemůže být zvolen do obou komor zároveň. Politické strany neexistují.

### Právo a justice
Soudní systém si zakládá na islámském a anglickém obecném právu. Soudy Šaría vykonávají spravedlnost na základě islámského práva, společně s Centrálním soudním dvorem v Maskatu. Další čtyři soudy se nacházejí v Nazvá, Salále, Suháru a Súru. Náboženští soudci (kadi) jsou jmenováni sultánem a jsou určováni pro každý vilájet. Z Centrálního soudního dvora je možné se odvolat k sultánovi, který disponuje pravomocí udělení milosti. Soudy Šaría, dbající na dodržování islámského práva, považují svědectví jednoho muže a dvou žen za rovné. Existuje rovněž bezpečnostní soud, zřídkakdy užívaný, který zajišťuje právo v oblasti vnitrostátních záležitostí. Obchodní spory mohou vyřešit Úřady pro řešení obchodních sporů. V roce 1996 vyhlásil sultán Kábús základní zákon, ve kterém občanům Ománu zajišťuje jejich základní práva. Základní právo utvrzuje nezávislost justice, soudní moc se navíc zbaví porotců.

### Struktura vládní moci
Sultanát nemá žádnou ústavu nebo legislaturu. V roce 1970 dal sultán pokyn ke zformování ministerského kabinetu, zodpovědného za jednotlivá vládní ministerstva a úřady. V roce 1981 se sultán rozhodl ustanovit Státní konzultativní radu, která se skládala z 55 jmenovaných představitelů z vlády, soukromého sektoru a regionů. Tento orgán byl roku 1991 nahrazen Poradním shromážděním, který byl tvořen 59člennou radou. Toto mělo být prvním krokem ke spoluúčasti ománského lidu na vládě. Po sčítání lidu v roce 1993 rozšířil sultán Kábús počet křesel z 59 na 80. Dne 6. listopadu, kdy sultán vyhlásil základní právo, vznikla Rada Ománu. V roce 2000 byl počet křesel v Poradním shromáždění navýšen na 83.
Volební právo získávají muži i ženy po dosažení 21 let, výjimku tvoří příslušníci bezpečnostních a vojenských sil, ti právo volby nemají. Volební právo mají Ománci od listopadu 2002, dříve tohoto práva využívali jen kmenoví vůdci, obchodníci a vzdělanci.

### Zahraniční vztahy
Vůči konfliktům na Blízkém a Středním východě se Omán staví umírněně. Mimořádné vztahy země udržuje s členskými státy Rady pro spolupráci arabských států v Zálivu (GCC), na něž má tradiční silné vazby. Členy GCC jsou mimo Ománu také Bahrajn, Katar, Kuvajt, Saúdská Arábie a Spojené arabské emiráty. Omán podporuje společné akce arabských států prostřednictvím Arabské ligy. Co se týče současného vývoje v Iráku, Omán podporuje nynější vládní kroky, jenž by mohly vést k nastolení stability v zemi. Naopak odsuzuje praktiky Izraele, které podle Ománu zvyšují napětí na okupovaných územích. Vybízí k naplnění mezinárodních rezolucí a zřízení samostatného Palestinského státu. Nicméně je společně s Katarem jedinou zemí GCC, která s Izraelem udržuje alespoň malé diplomatické styky. Omán udržuje dobré vztahy i s mnoha jinými státy po celém světě od Čínské lidové republiky na východě po Spojené státy americké na západě. Se Spojenými státy podepsal Omán i dohodu o volném obchodu.[zdroj?]
Omán plnil roli diplomatického mostu při rozhovorech týkajících se konfliktů v Afghánistánu, Sýrii a Jemenu (na ománské půdě jednali např. jemenští Hútíové, kteří jsou proti mezinárodně uznávanému prezidentovi Hádímu),
v minulém století i během irácko-íránské války. Účastnil se též jednání o íránském jaderném programu v roce 2015. Když v roce 2017 vypukla katarská diplomatická krize, zaujal Omán tradiční neutrální postoj.

#### Členství v mezinárodních organizacích
Omán je členem IMF (Mezinárodní měnový fond), OSN (Organizace spojených národů), UNESCO (Organizace spojených národů pro vzdělávání, vědu a kulturu), UNIDO (Organizace spojených národů pro průmyslový rozvoj), WHO (Světová zdravotnická organizace), WTO (Světová obchodní organizace) a mnoha dalších organizací (např.: Interpol). Je rovněž členem regionálních organizací jako jsou Arabská liga a GCC (Rada spolupráce arabských států Perského zálivu).[zdroj?]

#### Vztahy sČeskou republikou
Omán navázal diplomatické styky s Českou republikou dne 1. března 1993, kdy si oba státy vzájemně vyměnily nóty. Vztahy stagnují od roku 1997, tehdy Omán navštívila náměstkyně ministra zahraničních věcí České republiky. Státy doposud nepodepsaly žádné bilaterální dohody. Hodnota vzájemného obchodu je nízká, ačkoli se rok od roku navyšuje. V roce 2004 navštívil Omán český politický konzultant. Vedl jednání se svým ománským protějškem a spolu s ním položil základy pro další budoucí vývoj mezinárodních vztahů.
Česká republika nemá v Ománu své velvyslanectví, turisté tak případně musí na blízké velvyslanectví ČR v Saúdské Arábii. Ani Omán nemá v České republice velvyslanectví, nejbližší se nachází v sousedním Rakousku, ve Vídni.[zdroj?]
Honorárním konzulem Sultanátu Omán v České republice je J.E. Ivo Vaněk, který v Ománu působí od roku 2014. V roce 2020 jej Jeho veličenstvo Sultan Haitham bin Tariq jmenoval honorárním konzulem se všemi pravomocemi, které tomuto úřadu z moci Jeho veličenstva a mezinárodních smluv přísluší. Honorární konzulát sídlí v Praze 2 na ulici Legerova 22.  

### Obrana a bezpečnost

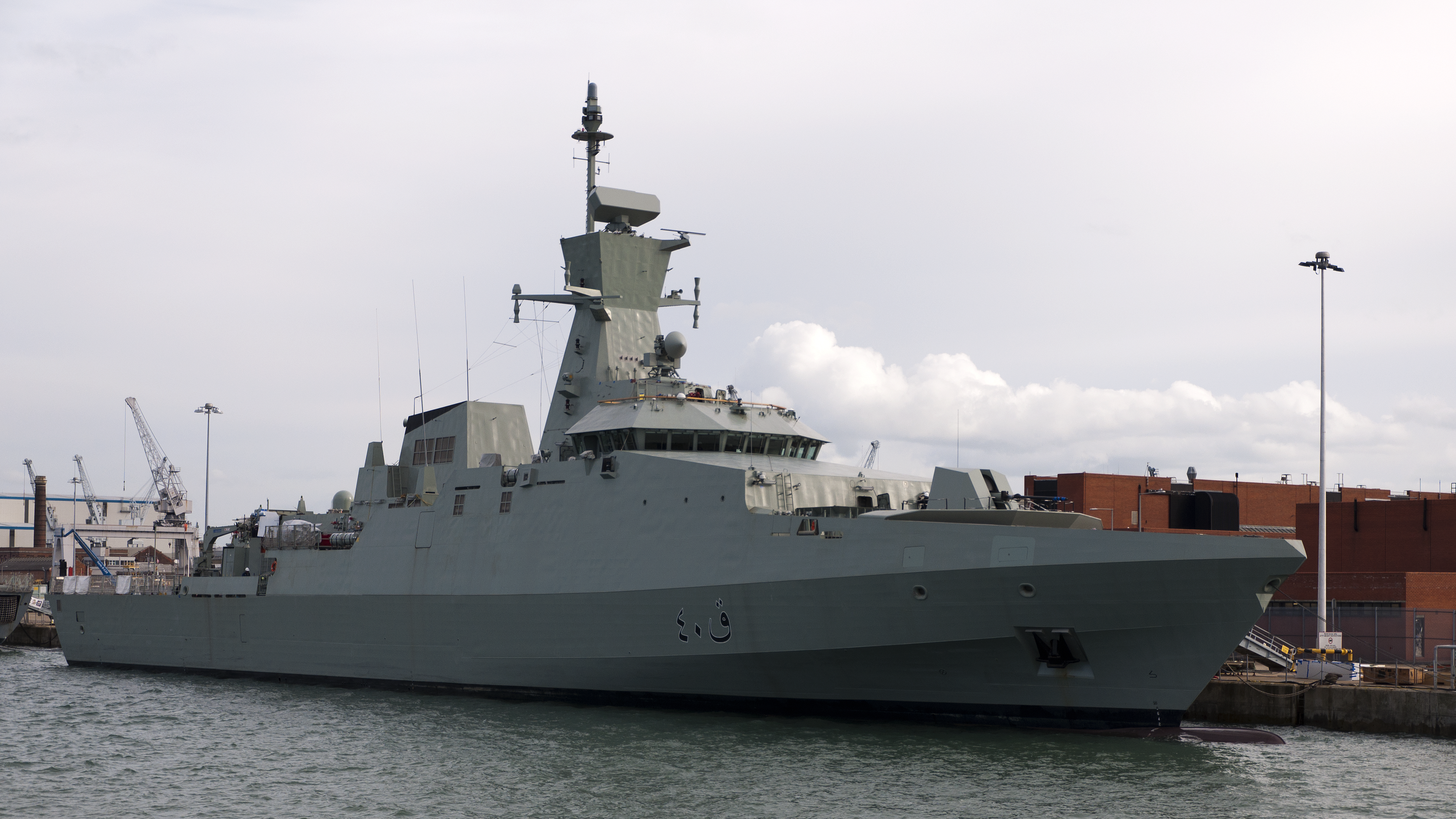
Korveta třídy Khareef, Al-Šamich.

Sultánovy ozbrojené síly (anglicky Sultan's Armed Forces, zkr. SAF) se dělí do tří složek:
- Královská armáda Ománu (anglicky Royal Army of Oman)
- Královské námořnictvo Ománu (anglicky Royal Navy of Oman)
- Královské vzdušné síly Ománu (anglicky Royal Air Force of Oman)

V roce 2002 disponovaly ozbrojené síly Ománu celkově 41 700 vojáky, včetně podružených složek. Pozemní armáda čítala 25 000 vojáků a tvořilo ji přes 100 hlavních bitevních tanků a 37 tanků typu Scorpion. Letecký personál čítal 4 100 lidí a disponoval 40 bojovými letouny. Námořnictvo mělo k dispozici posádku o 4 200 lidech se 13 hlídkovými loděmi. Kmenové domobrany zvané Firqats jsou polovojenskou složkou a čítaly 4 000 bojovníků anizovaných v menších kmenových skupinách. Dalšími polovojenskými složkami jsou pobřežní policejní hlídka v počtu 400 lidí a menší policejní letecké křídlo.
V roce 2005 byly vojenské výdaje země procentuálně vůči hrubému domácímu produktu nejvyšší na světě (11,4 % až 11,8 % HDP). V roce 2009 vydal Omán na obranu 1,545 miliardy ománských riálů čili 4,003 miliardy amerických dolarů. Vojenská služba je dobrovolná, branná povinnost dosud nebyla zřízena.

### Administrativní dělení

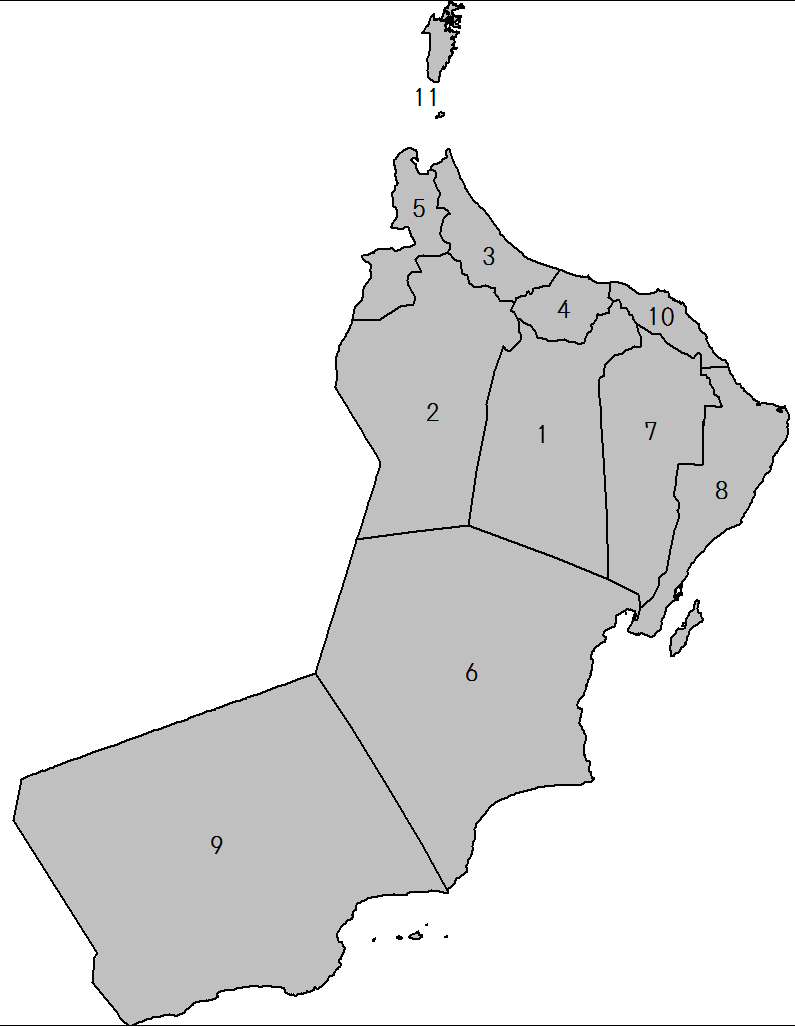
ománské guvernoráty

Omán se od roku 2011 dělí na jedenáct guvernorátů (množné číslo: muhafazat, jednotné číslo: muhafazat). Tyto kraje se dále dělí na vilájety.
- Ad-Dáchilíja (1)
- Az-Záhira (2)
- Severní al-Bátina (3)
- Jižní al-Bátina (4)
- Al-Burajmí (5)
- Al-Wustá (6)
- Severní aš-Šarkíja (7)
- Jižní aš-Šarkíja (8)
- Dafár (9)
- Maskat (10)
- Musandam (11)

## Ekonomika
Ekonomika Ománu spadá do kategorie ekonomik se středně vysokými příjmy. Hrubý domácí produkt v roce 2009 byl 69,48 miliardy amerických dolarů, na jednoho obyvatele tak připadalo 23 900 dolarů. V roce 2009 činil reálný růst hrubého domácího produktu 2,7 %. Nezaměstnanost se pohybuje na 17 % (2017).
Hlavní oporou je těžba a zpracování ropy a zemního plynu, avšak různé projekty se snaží snížit závislost na ubývajícím nerostném bohatství a zmenšit přínos tohoto sektoru.
Na rozdíl od produkce zemního plynu, produkce ropy klesá.
Diverzifikace cílí především na turismus. Kvůli své poloze je země i důležitým uzlem námořní dopravy. Národní měna, ománský rial, patří k nejsilnějším na světě, díky ekonomické síle a stabilitě.
Elektřinu Omán nedováží ani nevyváží, její výroba (13,58 mld. kWh, 2007) je vyšší než spotřeba (11,36 mld. kWh, 2007). Denní produkce ropy se pohybuje okolo 806 tisíc barelů (2009), zemního plynu kolem 24 miliard m³ (2008).
K předním ománským společnostem se řadí Omantel (telekomunikace), Petroleum Development Oman (ropa a zemní plyn), Oman Oil Company (ropa a zemní plyn) a Oman Air (letecká doprava).[zdroj?]
Od roku 2017 trvající katarská diplomatická krize má na ekonomiku Ománu pozitivní efekt, protože na rozdíl od přístavů dalších členů GCC jsou ty ománské Katařanům otevřeny, plyne tudy tudíž část katarského importu i exportu.

### Zemědělství

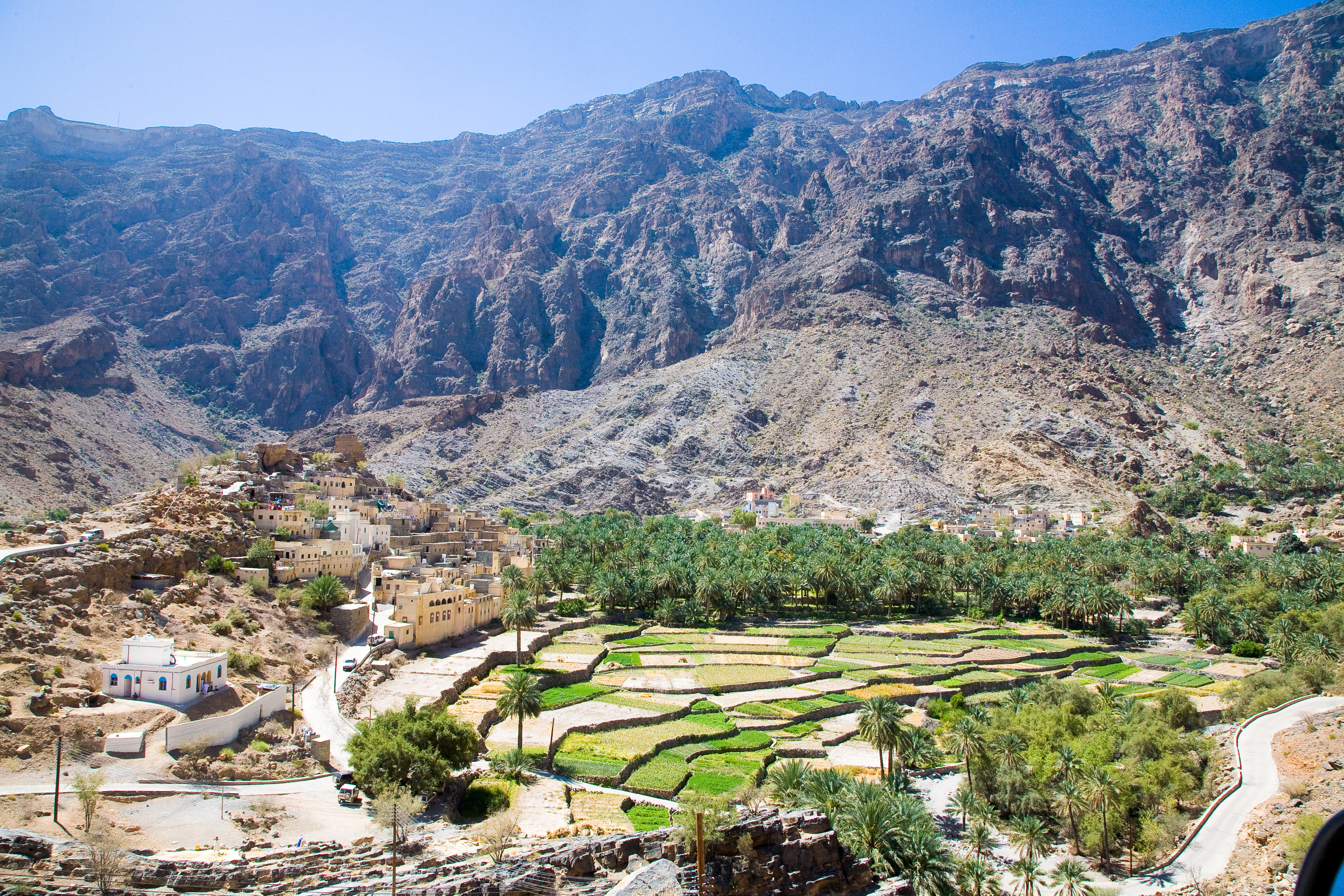
Zemědělská krajina Bilad Sajt

Zemědělství zaměstnává na polovinu obyvatel, i přesto tvoří jen necelá 2% HDP.
Mezi produkty patří banány, datle, ryby, skot, velbloudi, vojtěšky a zelenina. Rybolov se v současnosti řadí k nejrychleji rostoucím odvětvím. Za zemědělské oblasti se považují Dafár a al-Batína.[zdroj?]
Zemědělství má dostatečně velký potenciál pro svůj případný rozvoj. Využití půdy k pěstování v první řadě závisí na dostupnosti vody. Nejlepší podmínky pro pěstování tak mají přímořské oblasti al-Batína a Šumajlíja, naopak ve vnitrozemí je pěstování čehokoli velmi obtížné.
Vody Ománského zálivu oplývají množstvím různých mořských živočichů a ryb – barakud, krevet, humrů, makrel, raků, sardinek, tuňáků a žraloků. Úlovky za rok 2000 měly hmotnost 416 tun, jednalo se především o sardinky. Rybolov zaměstnává přibližně 26 000 lidí. Vývoz rybích produktů za rok 2000 dosáhl částky 51,3 milionu USD (amerických dolarů). V nedávné době putovaly investice do zvýšení kvality přístavů a celkového rozvoje rybolovu. Ománská vláda dotuje náklady lodí na podporu zaměstnanosti. V roce 1996 byly zprovozněny tři nové rybářské přístavy (Buchá v Musandamu, Kurijat a Šinas). Celková kapacita pojme až 1 000 malých rybářských lodí.

### Průmysl

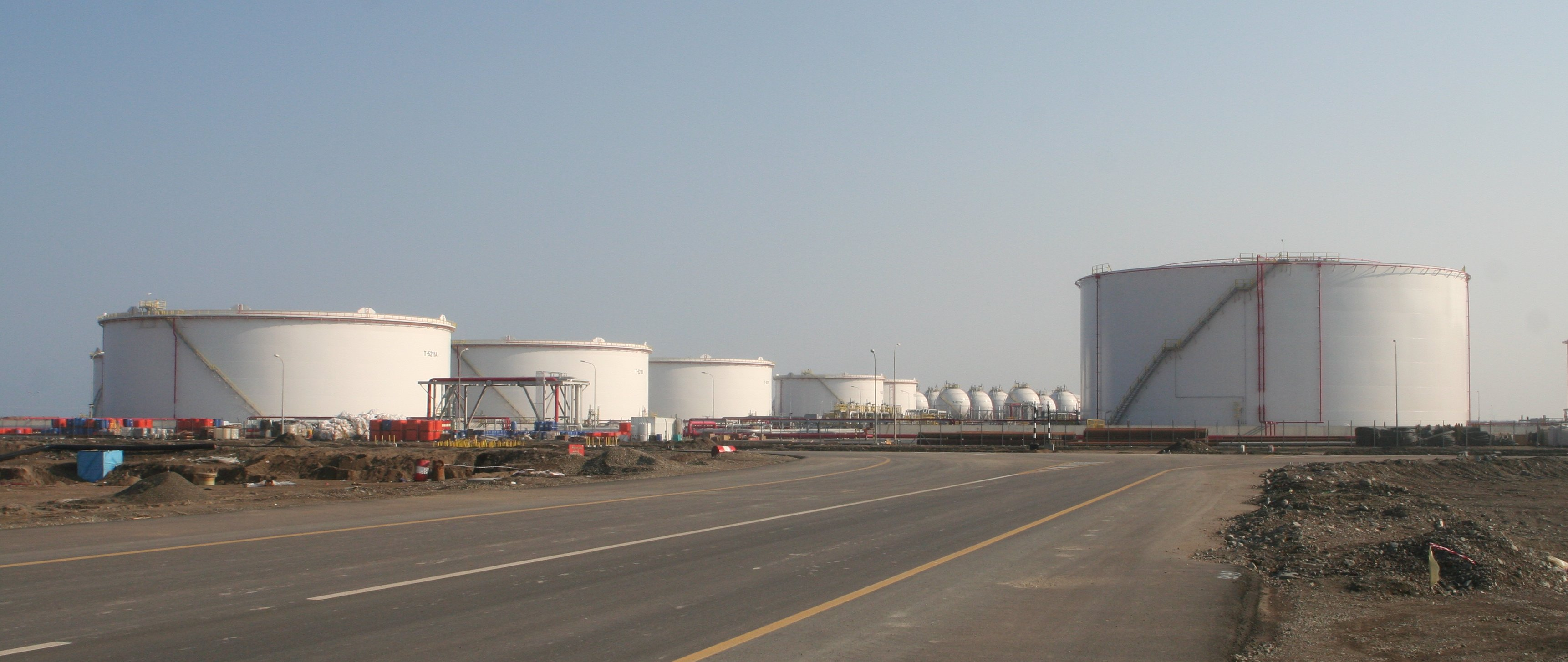
Petrochemické nádrže v Soharu.

Průmyslový sektor je základním kamenem dlouhodobé rozvojové strategie sultána Kábúse (1996–2020). Průmysl patří mezi přední odvětví spojené s diverzifikací státních příjmů a snížením závislosti na ropě a zemním plynu. Navíc je schopen pomoci naplňování potřeb sociálního rozvoje a zpracovávat své zdroje na hotové výrobky. K jeho nejdůležitějším složkám patří produkce a rafinace surové ropy, produkce jak přírodního, tak zkapalněného plynu, dále pak stavebnictví, výroba cementu a těžba mědi, ocelářství, chemický průmysl a výroba optických vláken. Na tvorbě HDP se podílí ze 36 %. Továrny těžkého průmyslu se nacházejí v Suháru, dále pak v al-Burajmi, Nazvá, Salále a Súru. Expanzi průmyslu, závislém na zemním plynu podporuje jeho dovoz z těžebních oblastí. Firmy operující v těchto průmyslech jsou vládou osvobozené od daní, což je pobízí k dalšímu rozvoji a expanzi.
V pořadí 7. pětiletý rozvojový plán (2006-2010) usiluje o tvorbu podmínek pro atraktivní investiční klima. V rámci své strategie týkající se průmyslového sektoru, usiluje vláda o rozvoj v oblastech informačních technologií (IT) a telekomunikací. O infrastrukturu informačních technologií se stará instituce The Knowledge Oasis Muscat (KOM). Ománské podniky rozvíjejí svůj technologický potenciál prostřednictvím spolupráce se společnostmi z Japonska a Německa. Stejně jako mnoho továren, sídlí KOM v guvernorátu Maskat. Do roku 2020 má sekundární sektor přispět k HDP navíc 15 %. Každý rok se koná soutěž, kdy je pět nejlepších ománských podniků odměněno pohárem. Soutěž má povzbudit ománské firmy k udržení kroku se zahraničím.[zdroj?]

### Nerostné suroviny
Mezi nerostné suroviny vyskytující se v Ománu patří dolomit, chromit, kobalt, křemík, měď, sádrovec, vápenec, zinek, zlato, železo a další. Surovinová naleziště brzy obklopily průmyslové podniky, což bylo součástí rozvoje strategie státu a vedlo k přispění k hrubému domácímu produktu a vytvoření nových pracovních míst pro Ománce. Samotná měď se v Ománu těží po tisíce let.
Rovněž byly dokončeny některé projekty včetně studie proveditelnosti využití zásob křemenné rudy v oblasti Vádí Buwa a Abutan (region al-Wusta) odhadované na 28 milionů tun a jiných.

### Komunikace a služby
V roce 2008 bylo v zemi aktivních více než 3,2 milionu mobilních telefonů a na 270 tisíc pevných linek. Internetová doména Ománu je .om, množství internetových uživatelů v roce 2008 dosahovalo 465 000. V roce 1999 vysílaly v Ománu rozhlasové stanice AM 3, FM 9 a shortwave 2 a dvanáct televizních stanic a 25 opakovačů.[zdroj?]
Hlavním poskytovatelem internetových služeb je společnost Omantel, vlastněná státem ze 70 %. Připojení přes Skype je blokováno, zatímco některé jiné komunikační programy použít lze (ovšem může to být v rozporu s místními předpisy).[zdroj?]

### Cestovní ruch

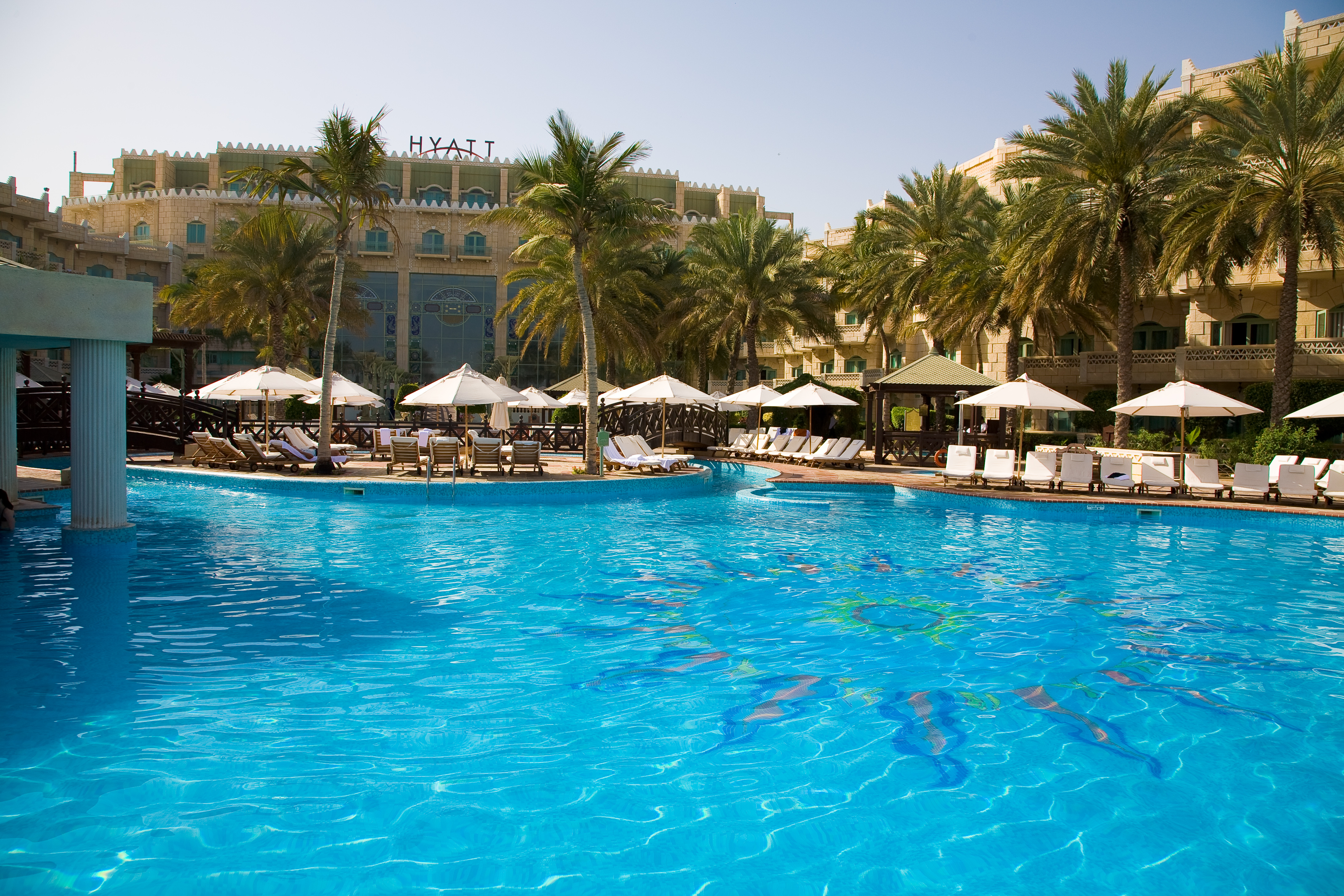
Hotel Hyatt v Maskatu

Omán se snaží rozvíjet cestovní ruch a přilákat do země turisty a zahraniční investory. Cesta se jeví jako úspěšná, protože počet turistů se mezi roky 2005 a 2015 více než zdvojnásobil a nyní se podílí na HDP 6,6 %.
Rozvoj turismu je přesto opatrný, turismus samotný byl poznamenán vládou dřívějších sultánů. Všichni turisté musí obdržet vízum. Výjimku tvoří občané států Perského zálivu, tedy občané členských států Rady pro spolupráci arabských států v Zálivu. Ti tvoří téměř polovinu zahraničních turistů, přibližně každý čtvrtý je původem z asijského státu (mimo GCC), každý pátý je Evropan.
V roce 1998 navštívilo zemi okolo 612 000 turistů, v roce 2005 to bylo přes milion, v roce 2015 si našlo svou cestu do Ománu přes 2 a půl milionu turistů.
Podle Světové rady cestování a cestovního ruchu (World Travel and Tourism Council, zkráceně WTTC) lze však v budoucnu očekávat nárůst přispění sektoru cestovní ruchu k hrubému domácímu produktu. Omán zlepšuje své obchodní vztahy se svými sousedy a činí kroky k ochraně pamětihodností a životního prostředí. WTTC předpokládá, že objem cestovního ruchu dosáhne 8,84 miliard dolarů v roce 2018 (pro srovnání – v roce 2008 to bylo přibližně 2,5 miliard dolarů).
V Ománu se nachází mnoho památek, jmenovitě palác Al Alam, Mešita sultána Kábúse a další mešity a mnoho pevností - an-Nachal, Nazvá, Bahla a další. Bahla je spolu s dalšími třemi památkami zapsána na seznamu světového dědictví UNESCO. Pátou památkou na seznamu bylo útočiště přímorožce arabského, které však bylo v roce 2007 jako vůbec první památka UNESCO vyškrtnuto ze seznamu světového dědictví.
Prostředí města Salála, přístavu na jihozápadě země známém jako Dafár, je další vyhledávaným místem turistů, zvláště po období charíf (období monzunů).

### Doprava
V současnosti (2009) se v Ománu nachází tři heliporty a 128 letišť, z čehož má deset zpevněnou dráhu, ostatní nikoliv. Celková délka vozovek je 42 300 kilometrů, 16 500 kilometrů spadá mezi zpevněné a zbylých 25 800 kilometrů k nezpevněným. V zemi jsou zřízeny plynovody, jejichž délka dosahuje 4 126 kilometrů a ropovody, s celkovou délkou 3 558 kilometrů.[zdroj?]
Ománské obchodní loďstvo sestává z chemického tankeru, cestovní lodi a cestovní/nákladní lodi. Mezi významné přístavy a terminály patří Miná Kábús a Salála.
Omán spolupracuje s ostatními členy GCC na projektu Gulf Railway, který všech šest členských států propojit železniční tratí. Projekt by měl být dokončen odhadem v roce 2023.

## Obyvatelstvo

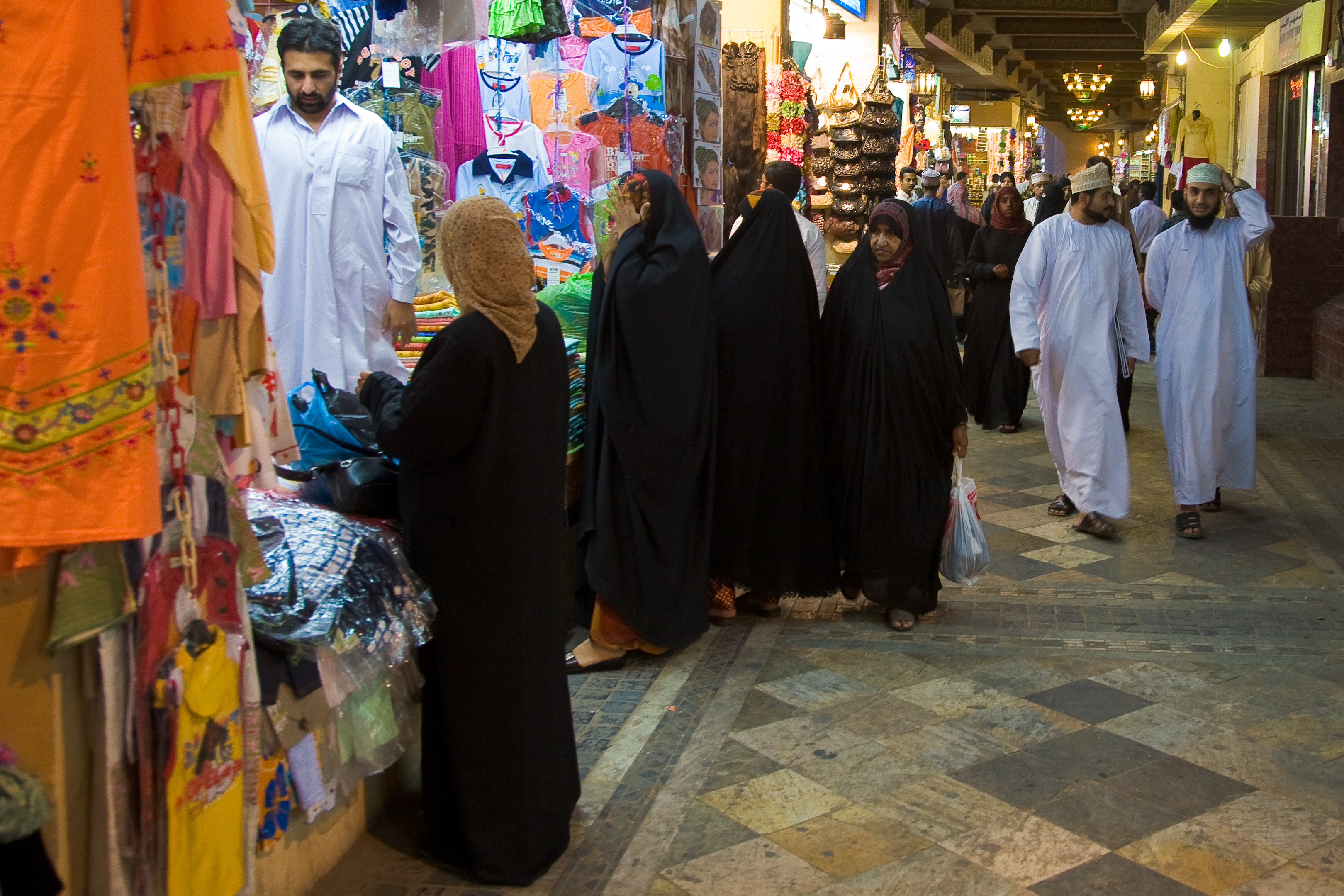
Ománci na tržišti v Matře (Maskat)

Počet obyvatel Ománu se k roku 2025 odhaduje na 5,5 milionu. Většinovým neboli majoritním etnikem jsou Arabové, v zemi ale žije mnoho přistěhovalců z Afriky a jižní Asie, zejména z Bangladéše, Indie, Pákistánu (Balúčové) a Srí Lanky). Největší přistěhovaleckou komunitu tvoří Indové, jejichž počet se pohybuje kolem půl milionu. Obyvatelstvo je po zemi rozloženo nerovnoměrně, zatímco pouštní oblasti jsou takřka neobydleny, na severu umístěné guvernoráty Severní al-Batína a Jižní al-Batína a východně od nich metropolitní oblast hlavního města Maskatu patří k nejvíce zalidněným. Oficiálním jazykem je arabština, rozšířená je angličtina a mateřské jazyky přistěhovalců – balúčština, svahilština, urdština a různé indické dialekty. Gramotnost přesahuje 95 %, vyšší je u chlapců a mužů (97 %) a o něco nižší u dívek a žen (93 %).
Míra populačního růstu je přes na 3 %. Obyvatelstvo do 14 let tvoří 30 % populace, od 14 do 64 let 66 % a pouhá 4 % jsou lidé nad 65 lety (rok 2024). Průměrný věk u muže je 28 let, u ženy 26 let. Ve městech žije 88 % Ománců. Co se týče plodnosti (fertility), připadá na jednu ženu 2,6 dítěte.
Omán hostí přibližně 5 tisíc uprchlíků ze sousedního Jemenu, kde probíhá válka.

### Zdravotnictví
Zdravotní péče je občanům Ománu poskytována bezplatně, ale cizinci si ji musejí zaplatit. Zdejší zdravotní péče dosahuje vysoké úrovně regionálně i mezinárodně. Od Světové zdravotnické organizace, Dětského fondu OSN a Rozvojového programu OSN dostál Ománský sultanát uznání za úspěchy v tomto oboru. K roku 1999 připadalo na 1 000 obyvatel odhadem 1,3 lékaře a 2,2 nemocničních lůžek. V roce 1993 mělo 89 % obyvatelstva přístup ke zdravotní péči. Roku 2000 měla přibližně třetina populace přístup k čisté pitné vodě a 92 % mělo dostatečnou možnost hygieny. Počet lidí žijících s AIDS/HIV se pohybuje na 1 300, roční nárůst činí 0,1 %. Počet úmrtí je nízký. Antikoncepce je dostupná v soukromých nemocnicích, prodejnách a lékárnách. Potrat je nelegální, výjimku tvoří případy, kdy je ohrožen život matky.
Pokrok v oblastech zdravotní péče a léčby probíhal souběžně s pokrokem ve vzdělávání. V roce 1970 bylo v zemi devět státních poliklinik a jediná dvanáctilůžková nemocnice, jejíž personál tvořili misionáři ze Spojených států amerických. Roku 1980 stálo 14 nemocnic a v roce 1990 již 47. Během stejného desetiletí se navýšil počet lékařů z 294 na 994, počet zdravotních sester se dokonce zečtyřnásobil, v roce 1980 jich bylo 857 a po deseti letech 3 512. V červenci 1987 měla lékařská komunita možnost poprvé se účastnit semináře na téma AIDS a rozšířit si tak povědomí o této nemoci.

### Náboženství
| Náboženství v Ománu | Náboženství v Ománu | Náboženství v Ománu | Náboženství v Ománu | Náboženství v Ománu |
| ------------------- | ------------------- | ------------------- | ------------------- | ------------------- |
|                     |                     |                     |                     |                     |
| Islám               | Islám               |                     | 85,9 %              | 85,9 %              |
| Křesťanství         | Křesťanství         |                     | 6,5 %               | 6,5 %               |
| Hinduismus          | Hinduismus          |                     | 5,5 %               | 5,5 %               |
| Buddhismus          | Buddhismus          |                     | 0,8 %               | 0,8 %               |
| Ostatní             | Ostatní             |                     | 1 %                 | 1 %                 |
| Nepřidružení        | Nepřidružení        |                     | 0,2 %               | 0,2 %               |
| Judaismus           | Judaismus           |                     | 0,1 %               | 0,1 %               |

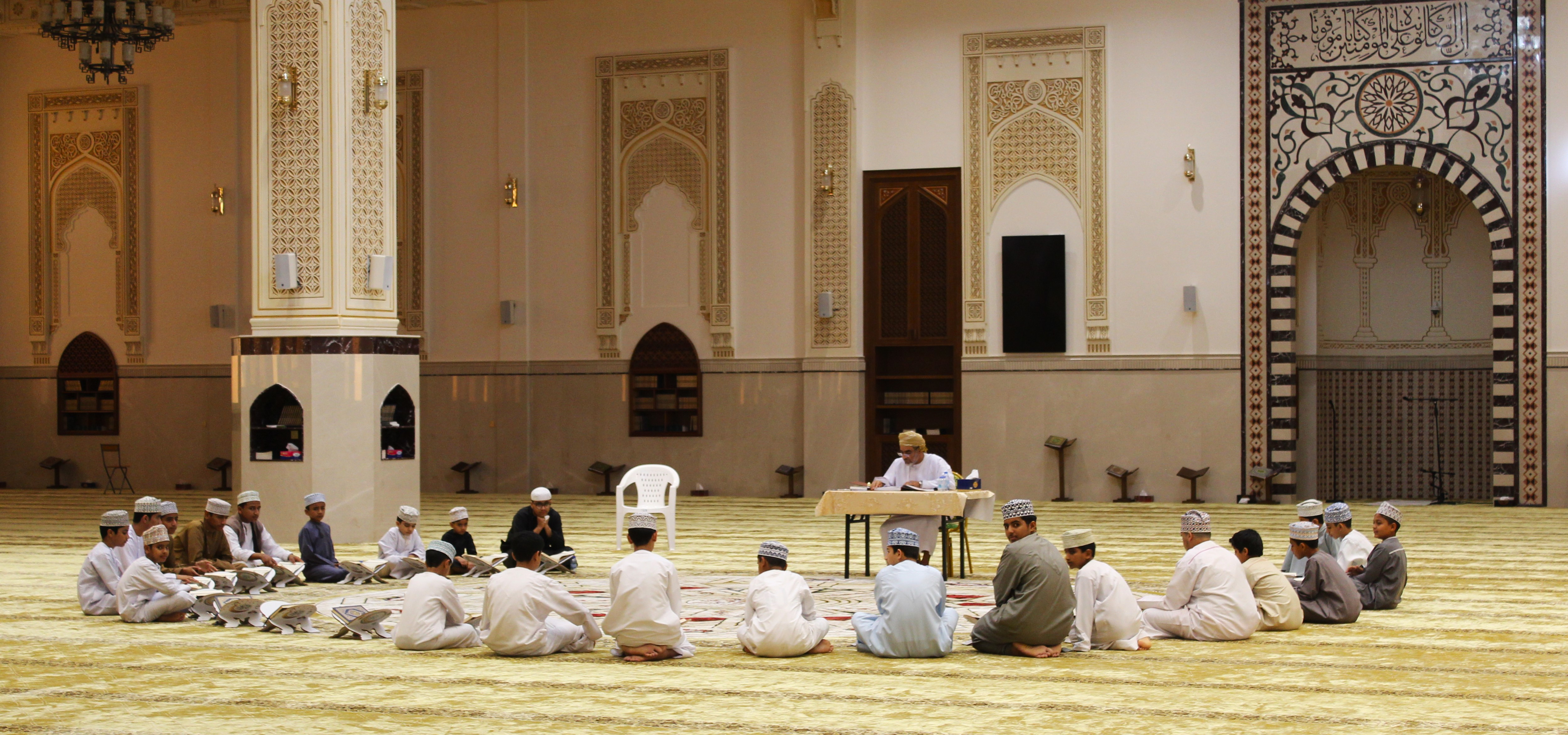
Studium Koránu v ománské madrase

Nejrozšířenějším náboženstvím v zemi je islám. Přibližně tři čtvrtiny Ománců se hlásí k ibadíjovské odnoži islámu, což z Ománu činí unikátní muslimský stát, neboť zde nepřevládají ani sunnitští, ani šíitští muslimové. Zástupci těchto zbylých dvou větví islámu tvoří společně s hinduisty většinu ze zbylé čtvrtiny populace. Sunnité obývají zejména město Súr včetně jeho okolí a jihozápadní oblast Dafár, a tvoří tak největší neibadíjovskou skupinu věřících. Šíité žijí především při pobřežní oblasti al-Batína. V malé míře se zde vyskytuje i buddhismus a křesťanství.[zdroj?]
Prvky ibádíji se odráží v kultuře a politice. Za jediného legitimního vůdce ibádíjovského islámu je považován imám. Ten ve svých rukách svírá politickou i náboženskou moc. Imáma volí šejkové a rada složená z předních neodborníků.
Omán se řadí mezi nábožensky konzervativní země, mezi zdejšími různorodými náboženskými skupinami však panuje velká tolerance. Nicméně snaha o konverzi muslimů na jiné náboženství bude vnímána negativně, byť není oficiálně zakázána.

## Kultura

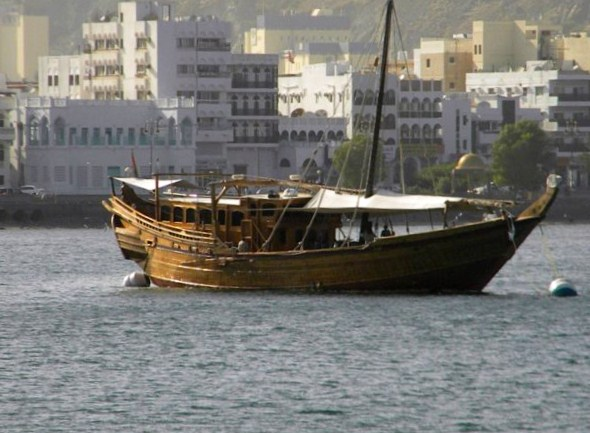
Dhau, pokračující symbol Ománu.

Ománská kultura má pevné kořeny v islámu. V zemi se rozvinula zvláštní odnož islámu, ibádíja, která dostala název po svém zakladateli Abdulláhu íbn Ibádu žijícím v 7. století. Všichni Ománci nejsou ibádíjovští muslimové, žijí zde i muslimové sunnitští a šíitští. Ománci jsou tolerantní nejen k vyznavačům jiných větví islámu, nýbrž i k vyznavačům jiných náboženství, kteří smějí praktikovat svou víru ve svých kostelech a chrámech.
Islám si zakládá na plnění pěti pilířů islámu a hadísu. Za splnění těchto povinností si muslim zajistí místo v nebi. Vakf je označení pro náboženské dotace ve formě majetku nebo příjmu, spravovaných určeným ministerstvem, které se stará o údržbu mešit a prospěch společnosti. Zakát je dobročinná daň věnovaná potřebným. Musí ji platit každý muslim, v souladu s jeho možnostmi. Všichni muslimové jsou zavázáni k půstu během Ramadánu, dalšího z pilířů islámu. Po dobu 29, případně 30 dní, každý islámský rok, se muslimové zdržují od kouření, jídla a pití v hodinách půstu (od svítání do soumraku). Ramadán postupuje o 10 až 11 dní každý rok, neboť se vláda řídí lunárním kalendářem.
Rok co rok cestují poutníci do Medíny v sousední Saúdské Arábii za účelem navštívení prorokovy hrobky před cestou na svatá místa v Mekce. V roce 1999 takto z Ománu cestovalo přibližně 19 tisíc muslimů. Pouť ke svatému místu je organizována a koordinována ministerstvem, které poutníkům zajišťuje bezpečnost a zdraví při cestě a při pobytu.

### Oděv

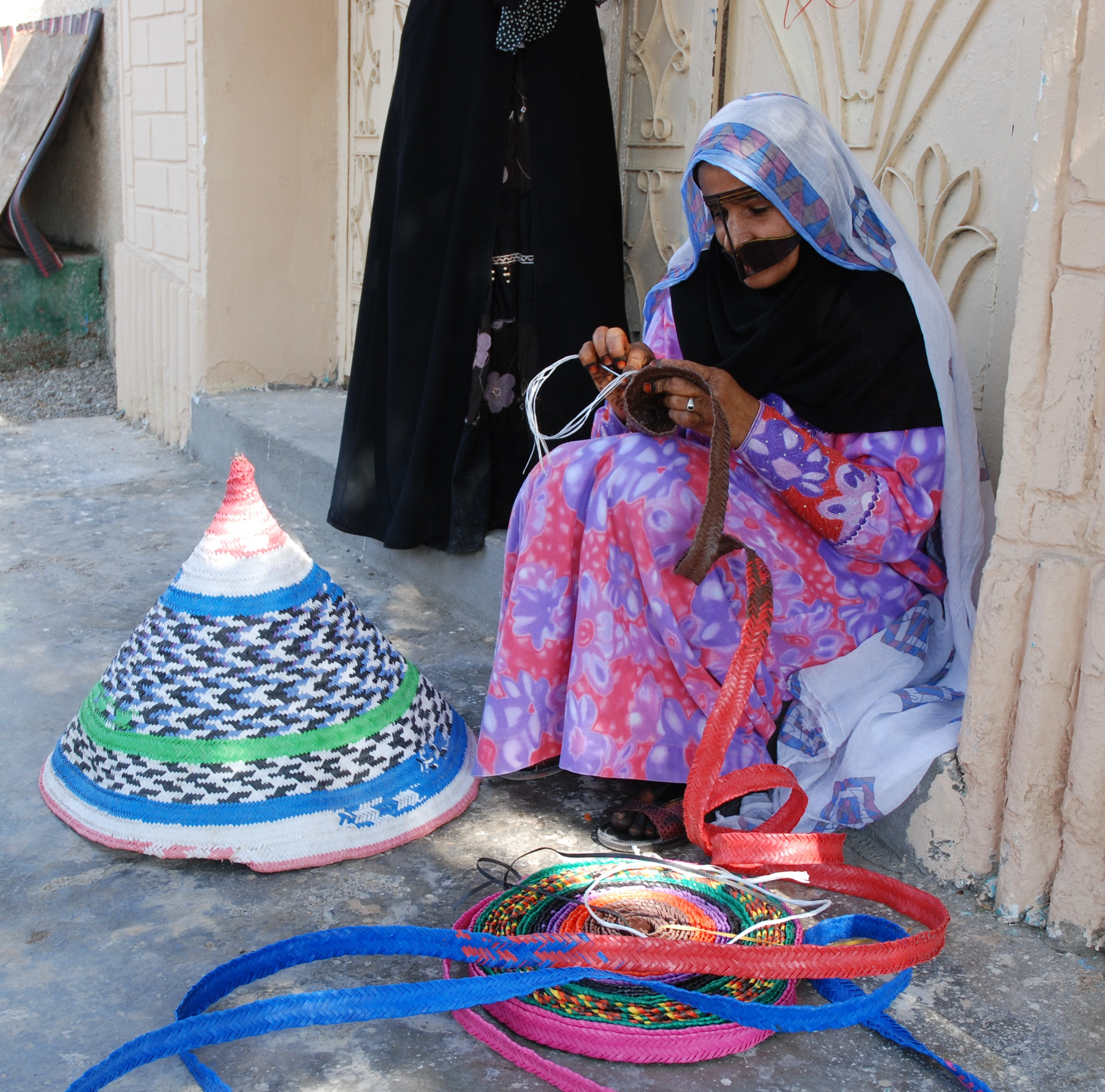
Ruční práce v Ománu

Muži se běžně odívají jednoduchým rouchem bez límce sahajícím ke kotníkům. Tomuto rouchu s dlouhými rukávy se říká dišdaša (dishdasha) a obvykle je bílé barvy, i přes to však existují i černé, modré a hnědé barevné varianty. Pod rouchem se nosívá jen spodní prádlo od pasu dolů. Do výstřihu přišitý střapec – furacha (furakha) – lze naparfémovat a sám o sobě slouží jako ozdoba. Při formálních příležitostech může být dišdaša překryta černým nebo béžovým hávem, kterému se říká bišt (bisht). Bišt se tvoří s propracovanými výšivkami ze zlatých a stříbrných vláken na okraji. Dalším možným doplňkem při formálním setkání je hůl assa.[zdroj?]
Šal (Shal) je pruh látky z vlny či bavlny sloužící k nošení dýky chandžar. Místo shalu se nosí také sapta, kožený pásek se stříbrnými vzory. Ománci často nosí pokrývky hlavy – muzzar je kus látky ve tvaru čtverce zavinutý do turbanu a bývá vlněný nebo bavlněný. Občas se pod turbanem navíc nosí pracně vyšívaný čepec zvaný kummar. Téměř všichni Ománci se obouvají do sandálů.[zdroj?]

### Kuchyně

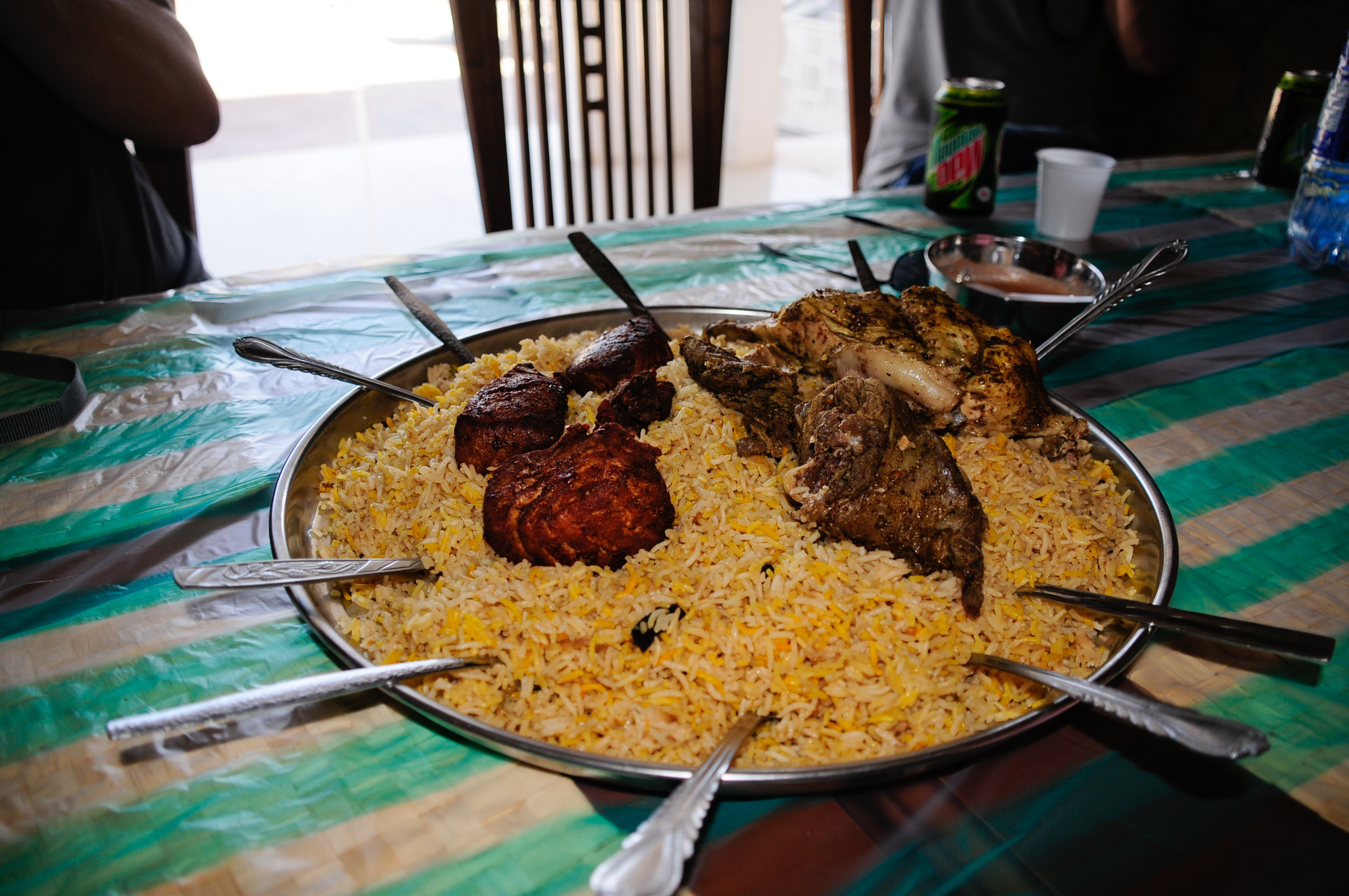
Tradiční ománský pokrm

Napříč Ománem se připravují různá jídla, rozdílná na jihu v Salále oproti severněji ležícímu Maskatu. Společným znakem ománských regionálních kuchyní a symbolem ománské kuchyně v celku jsou datle. Hlavní dobou pro jídlo je poledne, zatímco večerní strava bývá lehčí. Významnou roli v ománské kuchyni zastává rýže s vařeným masem a rozmanité druhy koření. Své místo mají i cibule, česnek a různé bylinky. Díky rybolovu jsou často konzumovány ryby. Maso dále zastupuje drůbeží a skopové. Tenký chléb ruchal (rukhal) se může objevit u jakéhokoli chodu, ať u snídaně s medem nebo u večeře s kořeněnou směsí.[zdroj?]
Každodenní strava Ománců mnohdy zahrnuje rovněž polévky – zeleninovou polévku, jehněčí, drůbeží nebo luštěninovou – a saláty. Obvykle se jedná o zeleninové saláty, baklažánové, řeřichové, tuňákové nebo o saláty ze sušených ryb. Mezi hlavní jídelní chody patří například marak, což je zeleninová směs, nebo kebab.[zdroj?]
Některé druhy jídel se připravují jen za svátečních okolností jako například v době Ramadánu. Při zvláštních příležitostech se vaří šuva (shuwa). Existuje vícero způsobů vaření a často se na vaření podílí celá ves. Pečení krávy nebo kozy trvá i dva dny. Svéráznou chuť jídlu šuva dodávají právě bylinky a koření.[zdroj?]
Oblíbeným nápojem je laban, podmáslí se slanou chutí. K oblíbeným patří i jogurtové nápoje doprovázené kardamomem a pistáciovými ořechy.[zdroj?]
Místní káva se nazývá kahva (kahwa) nebo khava (khawa). Je připravována z čerstvě upražených kávových zrn a kardamomské moučky. Ke kávě se běžně pro dochucení a vyvážení hořkosti podávají datle, koření kardamom a sladká želatina halva (halwa), která se tvoří z hnědého cukru, koření, medu a vajec. Někde se lze setkat i s oříšky, čokoládou nebo s oleji z růže. Při kávě se podávají také lochemat (lokhemat) – smažené koule z mouky a droždí kořeněné kardamomem. K nim se připravují limety a sirupy.[zdroj?]

### Sport

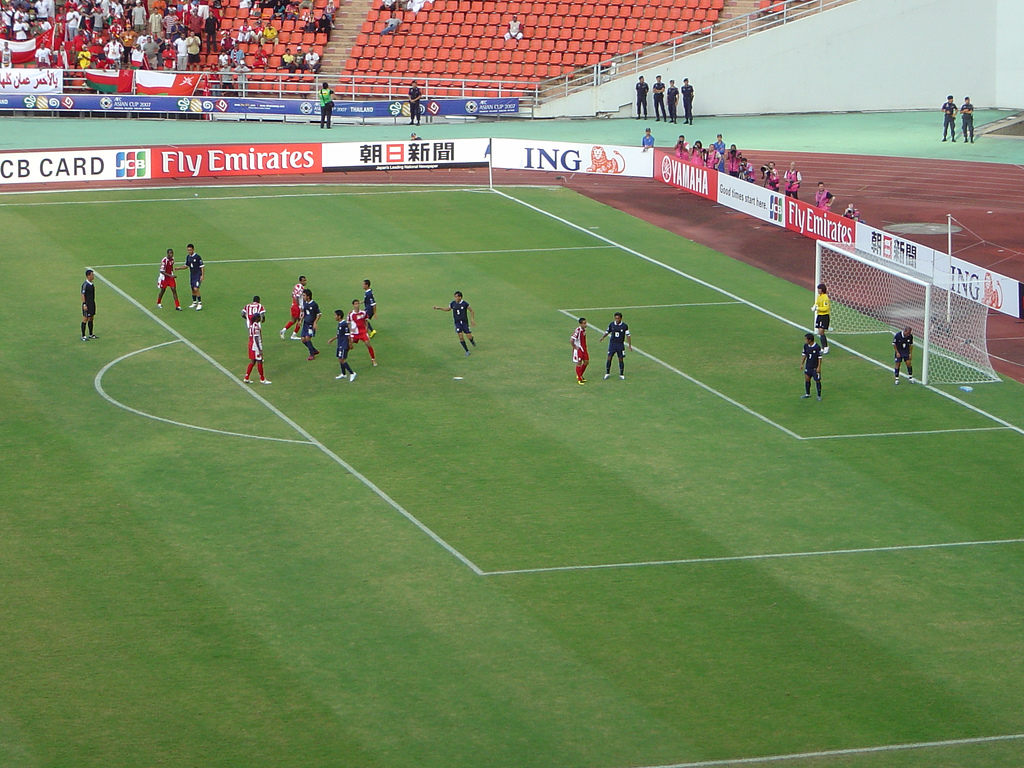
Národní fotbalový tým v zápase proti Thajsku.

Nejpopulárnějšími sporty v Ománu jsou fotbal, hokej, basketbal, volejbal, tenis a tenisu podobný squash. Golf mezi nejoblíbenějšími sporty nefiguruje vzhledem k terénu, který často jeho provozování neumožňuje. U písečných pláží lze praktikovat některé vodní sporty jako například potápění. Populární je i speleologie (jeskyňářství), poněvadž se v zemi nachází mnoho jeskyň. Madžlis al-Džhin je druhým největším jeskynním komplexem světa.
Olympijských her se Omán poprvé zúčastnil v roce 1984, od té doby se na nich objevuje pravidelně a to pouze na letních. Vyslal na ně celkově 36 sportovců mezi nimiž byla jedna žena. Ománci doposud nezískali žádné medaile. Ománský olympijský výbor byl ustanoven v roce 1982.
Známým sportovcem je fotbalový brankář národního týmu Ali Al-Habsi, který nastupuje v dresech anglického prvoligového klubu Wigan Athletic FC.[zdroj?]

### Věda a školství
V posledních letech bylo vzdělávání předmětem úsilí ománské vlády. Ta usilovala nejen o dostupnost vysoké úrovně vzdělání pro normální občany, ale též o jejich vysokou připravenost a kvalifikovanost doplněním vzdělávání o národní kulturu na straně jedné a obohacením o nejmodernější metody na straně druhé.
Většina výzkumů v Ománu byla provedena na příkaz vlády a nejvíce pozornosti bylo věnováno námořní vědě, nerostům, vodním zdrojům a zemědělství. Univerzita sultána Kábúse, založená roku 1985, se skládá z lékařských, strojařských, vědních, a zemědělských kolejí. V letech 1987 až 1997 studovalo na kolejích zabývajících se strojařstvím a vědou jen 13 % všech studujících.
Institut Zdravotních Věd, spadající pod Ministerstvo zdravotnictví, byl založen v roce 1982. Technická Průmyslová Univerzita v Maskatu, založená roku 1984, je složena z oddělení laboratorní vědy, matematiky, výpočetní techniky a elektrotechniky, strojírenství a stavebnictví. Ománské Muzeum Biologie, založené roku 1983, zahrnuje národní herbář a kolekci mušlí. Všechny tyto organizace jsou umístěny v hlavní městě Maskat.